# Omicidio di Mary Phagan

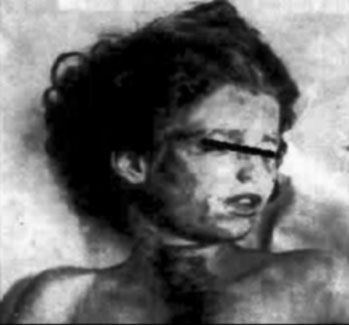
Corpo della vittima

L'omicidio di Mary Phagan venne commesso ad Atlanta il 26 aprile 1913; responsabile del delitto venne ritenuto Leo Max Frank il quale, a seguito della controversa commutazione della pena di morte in ergastolo, venne poi linciato; il fatto attirò l'attenzione dell'opinione pubblica in tutti gli Stati Uniti d'America in particolare per le accuse di antisemitismo. Successivamente la condanna venne ritenuta dagli storici un errore giudiziario.
La vittima, Mary Phagan, era una tredicenne che lavorava presso la fabbrica ove Frank era direttore amministrativo; qui venne strangolata dopo essere stata stuprata il 26 aprile 1913 e la mattina successiva venne trovata cadavere nello scantinato della fabbrica. Alcune prove ritrovate accanto al cadavere sembravano accusare inizialmente il guardiano notturno afroamericano Newt Lee e, nel corso delle indagini, la polizia arrestò diversi uomini tra cui lo stesso Lee, Leo Max Frank e un altro afroamericano, Jim Conley, uno dei custodi della fabbrica ma alla fine venne accusato di omicidio e violenza sessuale solo Frank, che venne sottoposto a processo in cui l'accusa si basò fondamentalmente sulla testimonianza di Conley, autoaccusatosi di essere stato complice del delitto. Frank venne ritenuto colpevole e condannato alla pena di morte per impiccagione.
Considerando nuove prove che non erano state disponibili durante il processo, il governatore John M. Slaton commutò la pena in ergastolo. L'interesse mediatico sul caso fu notevole, tanto che si ipotizzò che il verdetto della giuria fosse stato influenzato dalle forti pressioni dell'opinione pubblica; la campagna di stampa molto critica nei confronti di come era stato condotto il processo per contro alimentò l'antisemitismo e l'odio nei confronti di Frank stesso tanto che, il 16 agosto 1915, venne rapito dalla prigione da un gruppo di uomini armati che lo portarono a Marietta, città natale della vittima, e lo linciarono; i responsabili non vennero mai trovati.
Nel 1986 Leo Frank ha ricevuto il perdono dal "Georgia State Board of Pardons and Paroles", anche se non ufficialmente assolto dal delitto. La maggior parte dei ricercatori storici concorda sul fatto che fu con molta probabilità Conley, il principale accusatore di Frank, il vero colpevole. Il caso ha ispirato varie produzioni multimediali tra cui film, miniserie televisive e libri. A seguito della sua condanna venne fondata l'Anti-Defamation League. Dopo la sua morte si ebbe un rinnovato sviluppo del Ku Klux Klan in tutto il profondo Sud.

## Leo Max Frank
Leo Max Frank nacque a Cuero (Texas) il 17 aprile del 1884 da Rudolph Frank (1844-1922) e da Rachel "Rae" Jacobs (1859-1925); ebbe anche una sorella, Marian J. Stern (1886-1948). La famiglia si trasferì a Brooklyn quando il figlio non aveva più di tre mesi di vita. Nato in una famiglia di ebrei americani del Texas Frank fu cresciuto a New York; si trovò a frequentare le scuole pubbliche di New York e si diplomò al Pratt Institute di arte e design nel 1902. Frequentò poi la Cornell University, dove studiò ingegneria meccanica laureandosi nel 1906; lavorò quindi per un breve periodo come designer ed esperto tecnico in prova.
Su invito di suo zio Moses Frank Leo si trasferì ad Atlanta per due settimane verso la fine di ottobre del 1907 per incontrare una delegazione di investitori che avrebbe dovuto proporgli un impiego alla National Pencil Company, un impianto di produzione in cui Moses era uno dei maggiori azionisti. Frank accettò la posizione e viaggiò nell'impero tedesco per studiare la produzione di matite presso la fabbrica "Eberhard Faber". Dopo un apprendistato durato nove mesi, Frank tornò negli Stati Uniti per iniziare a lavorare presso la National Pencil Company, nell'agosto del 1908. Frank divenne sovrintendente della fabbrica il mese successivo, guadagnando 120 dollari al mese più una parte dei profitti derivanti dall'attività; uno stipendio più che rispettabile per il tempo. Era un uomo di costituzione sottile e gracile.
Frank venne presentato a Lucille Selig (1888-1957) poco dopo il suo arrivo ad Atlanta; lei proveniva da una celebre famiglia di industriali ebrei che due generazioni prima aveva contribuito attivamente a fondare la prima sinagoga della città. Levi Cohen, suo parente da parte materna, vi aveva partecipato. Nonostante lei fosse meno devota rispetto a Frank, si sposarono nel novembre del 1910. Frank ebbe il tempo di descrivere la sua vita coniugale come felice. Rimase sempre più coinvolto nelle attività della comunità ebraica locale, fino ad essere eletto presidente della B'nai B'rith, una loggia para-massonica ebraica, nel 1912. La comunità ebraica di Atlanta fu a quel tempo la più vasta tra quelle presenti negli Stati Uniti meridionali e i Frank appartenevano ad un ambiente sociale intriso di profonda cultura e di filantropia, il cui tempo libero comprendeva l'opera e il bridge.. Sebbene gli Stati Uniti meridionali non fossero particolarmente conosciuti per il loro antisemitismo, la cultura settentrionale di Frank e la sua fede ebraica si aggiunsero al proprio sentimento di diversità.

## Contesto
All'inizio del XX secolo Atlanta, la capitale della Georgia, subì significativi cambiamenti economici e sociali. Per servire un'economia crescente basata sulla produzione e sul commercio molte persone lasciarono le campagne per trasferirsi in città, spesso in alloggi del tutto o in parte fatiscenti. Le condizioni di occupazione in città comprendevano il lavoro minorile, una settimana di 66 ore, salari bassi e luoghi di lavoro non regolamentati e niente affatto sicuri. Oney nella sua inchiesta afferma che la Georgia fosse l'unico degli stati federati degli Stati Uniti d'America che permettesse ancora ai bambini di dieci anni di lavorare undici ore al giorno di fila dentro le fabbriche; l'organo legislativo all'inizio del 1913 era riuscito a far ritirare un disegno di legge volto ad aumentare l'età minima fino a 14 anni. Gli uomini della società rurale più fondata sul tradizionalismo e il paternalismo sentirono come degradante il fatto che le loro donne fossero costrette a trasferirsi in città per lavorare nelle fabbriche. I luoghi di lavoro di genere misto furono presto considerati come dei luoghi di potenziale corruzione morale.
Durante questo periodo gli ebrei americani degli Stati Uniti meridionali si sentirono in una situazione di ambivalenza nei confronti del loro status civile. Nella generalità dei casi furono in grado di prosperare economicamente mentre si avvicinano sempre di più al ceto sociale dei loro vicini gentili: l'élite ebraica di Atlanta era insolitamente assimilata nel tessuto politico, economico e sociale della città. Ma nonostante il loro successo essi si riconobbero come intrinsecamente differenti rispetto alla maggioranza della popolazione e cercarono di non creare fastidio con la loro presenza. Un giornale ebraico di Atlanta scrisse nel 1900 che "nessuno sa meglio degli editori dei giornali ebraici quanto sia ancora ben presente e diffuso questo pregiudizio, ma questi stessi editori non vogliono dire quello che sanno dei gentili agli ebrei che leggono, perché ciò non farebbe altro che allargare il solco già esistente". Una delle loro strategie fu quella di selezionare i rabbini e i leader che avrebbero portato un'immagine positiva del proprio popolo, per contribuire in tal modo a ridurre le tensioni pur presenti. Ad Atlanta uno dei maggiori leader - dal 1895 al 1946 - fu David Marx; egli, per migliorare l'immagine degli ebrei all'esterno della loro comunità, fece adottare dalla sinagoga dell'ebraismo riformato una forma ed un'apparenza americanizzata.

Malgrado l'accettazione generale da parte della comunità dei gentili, Marx ritenne che "nei casi singoli non si trova alcun pregiudizio preesistente verso l'individuo ebreo, ma esiste ancora un pregiudizio molto diffuso e profondo nei confronti degli ebrei come popolo". Dinnerstein scrive: "gli uomini non indossavano né kippah o talled, le feste tradizionali ebraiche che l'ebraismo ortodosso celebrava in due giorni sono state osservate da Marx e dai suoi seguaci per un solo giorno, mentre i servizi religiosi sono stati eseguiti la domenica piuttosto che di sabbath". Lindemann scrive: "come anche nel resto della nazione, in questo periodo esistevano nuove fonti di attrito tra ebrei e pagani e, in verità, le preoccupazioni dell'elite ebrea tedesca sull'impatto negativo degli ebrei dell'Europa orientale di recente giunti in città non erano del tutto prive di fondamento". Un esempio del tipo di tensione che il rabbino Marx temeva si verificò nell'aprile del 1913. In una conferenza che trattava il problema del lavoro minorile, vennero presentate molte proposte di soluzioni che coprivano l'intero spettro politico. L'autore Steve Oney scrive: "nella parte più radicale si potevano ascoltare idee allarmanti ispirate al fatto che molte delle fabbriche di Atlanta... fossero di proprietà ebraica". Lo storico Leonard Dinnerstein riassume la situazione di Atlanta nel 1913 come segue:

## L'omicidio

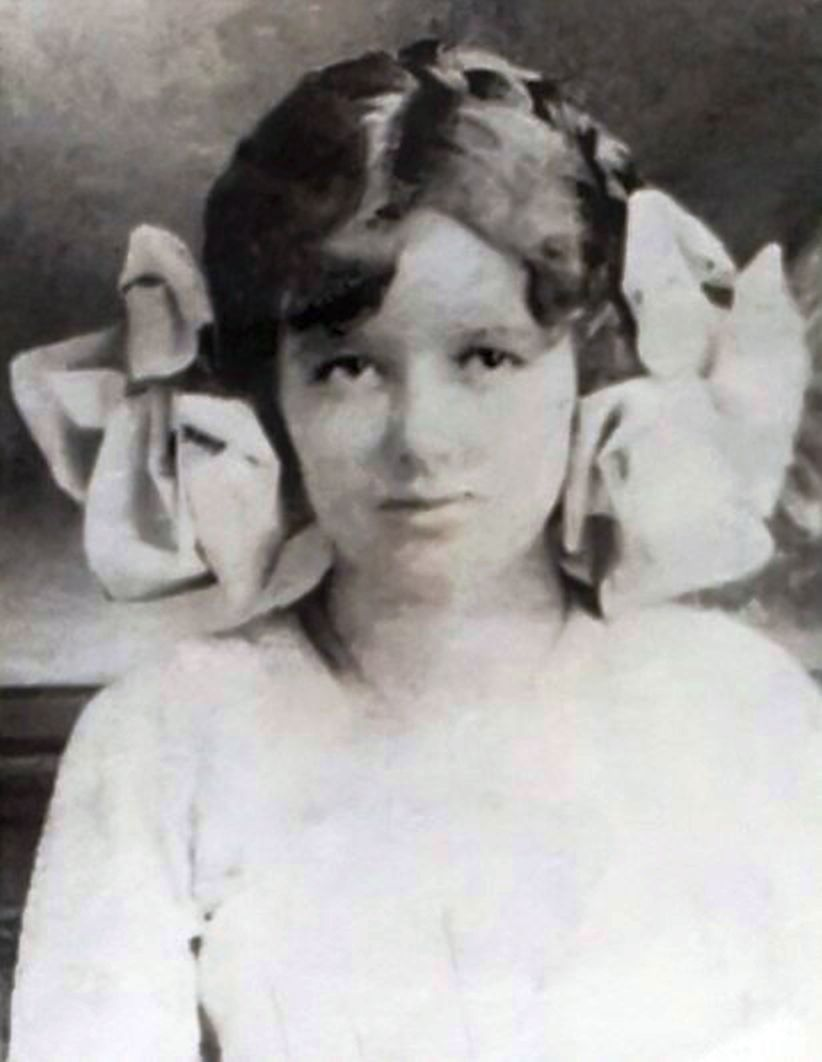
La giovane Mary Phagan.

Mary Phagan nacque il 1° di giugno del 1899 da un'affermata famiglia di agricoltori georgiani. Il padre morì prima della sua nascita. Con la bambina ancora neonata la madre, Frances Phagan, trasferì la famiglia alla loro città natale di Marietta. Durante o dopo il 1907 si trasferirono nuovamente a East Point, dove Frances aprì una pensione a conduzione familiare. Mary lasciò la scuola all'età di 10 anni per firmare un contratto di lavoro a tempo parziale in un'industria tessile. Nel 1912, dopo che sua madre sposò John William Coleman, la famiglia si trasferì nella città di Atlanta. Quella stessa primavera Mary riuscì a ottenere un impiego presso la National Pencil Company, dove guadagnò 12 centesimi all'ora lavorando a una macchina per la godronatura e inserendo la gomma per cancellare nelle punte metalliche delle matite, per 55 ore settimanali in una stanza al secondo piano della fabbrica, che si trovava proprio di fronte al corridoio dell'ufficio di Leo Frank.
La fabbrica di matite era stata costruita a Atlanta all'inizio del secolo e divenne ben presto di vitale importanza per la crescita economica della città; era di proprietà del Nord e gestita da ebrei. Nonostante le loro "credenze e pratiche religiose bizzarre" questi primi ebrei germanici si assimilarono nella società; inoltre, la fabbrica offriva molti posti di lavoro. Oney scrive: "Mary solitamente avrebbe dovuto lavorare cinquantacinque ore ma, negli ultimi sei giorni, fu necessaria solo per due turni abbreviati: la busta sigillata che la attendeva nella cassaforte del suo datore di lavoro era di soli 1,20 dollari". Il 21 di aprile Mary venne licenziata a causa della scoperta di un ammanco di lamiera d'ottone. Verso mezzogiorno del 26 aprile si recò alla fabbrica per reclamare la propria paga di 1,20 dollari; Frank stava lavorando alla sua relazione finanziaria settimanale e non conosceva Mary e le chiese il suo numero di matricola, le consegnò la paga e tornò ai propri compiti.

Il giorno dopo, alle 3:20 di notte, il nuovo guardiano notturno della fabbrica, Newt Lee (lo era da tre settimane) si recò nello scantinato della fabbrica per poter usare il gabinetto. Dopo aver lasciato il bagno, scoprì il corpo di Mary riverso sul retro della cantina vicino a un inceneritore e chiamò la polizia. Il vestito della ragazza era arrotolato fino alla sua vita e una striscia dalla sua sottoveste era stata strappata e avvolta intorno al collo. La sua faccia era annerita e graffiata e la sua testa ferita e contusa. Una striscia lunga 2,1 m di corda da avvolgere spessa 6,4 mm le era stata legata fissamente intorno al collo fino in profondità, dimostrando così che era stata strangolata. La sua biancheria intima era ancora intorno ai fianchi, ma macchiata di sangue e strappata. La sua pelle era coperta di cenere e sporcizia raccolta dal pavimento, inizialmente facendo apparire agli ufficiali responsabili delle prime indagini che lei e il suo aggressore avessero lottato nel seminterrato; al momento del rinvenimento il rigor mortis non si era ancora del tutto verificato. Una rampa di servizio nella parte posteriore del seminterrato conduceva a una porta scorrevole che si apriva in un vicolo; la polizia trovò la porta manomessa in modo da poter essere aperta senza sbloccarla. Successivamente l'esame rilevò delle impronte digitali insanguinate sulla porta, così come un tubo metallico che parve essere stato usato come piede di porco. Alcune prove sulla scena del crimine vennero trattate in modo improprio e con estrema superficialità dagli investigatori come una traccia di sporcizia (che partiva dall'ascensore) e lungo il quale la polizia credette che Mary fosse stata trascinata fu malamente calpestato e le impronte non furono mai identificate.

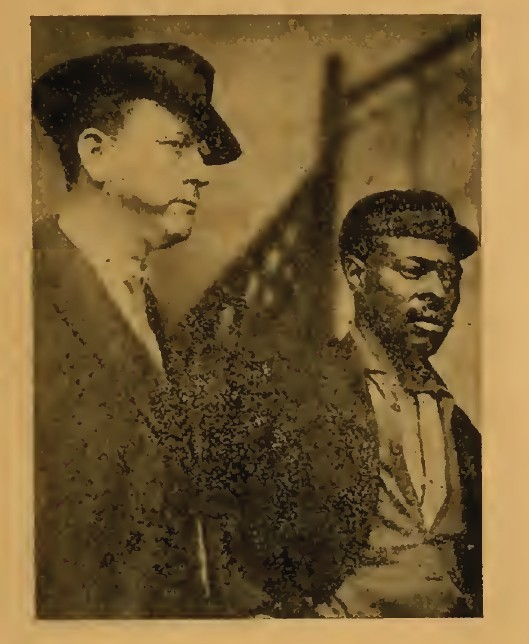
Newt Lee preso in custodia dal detective John Black.

## Le indagini

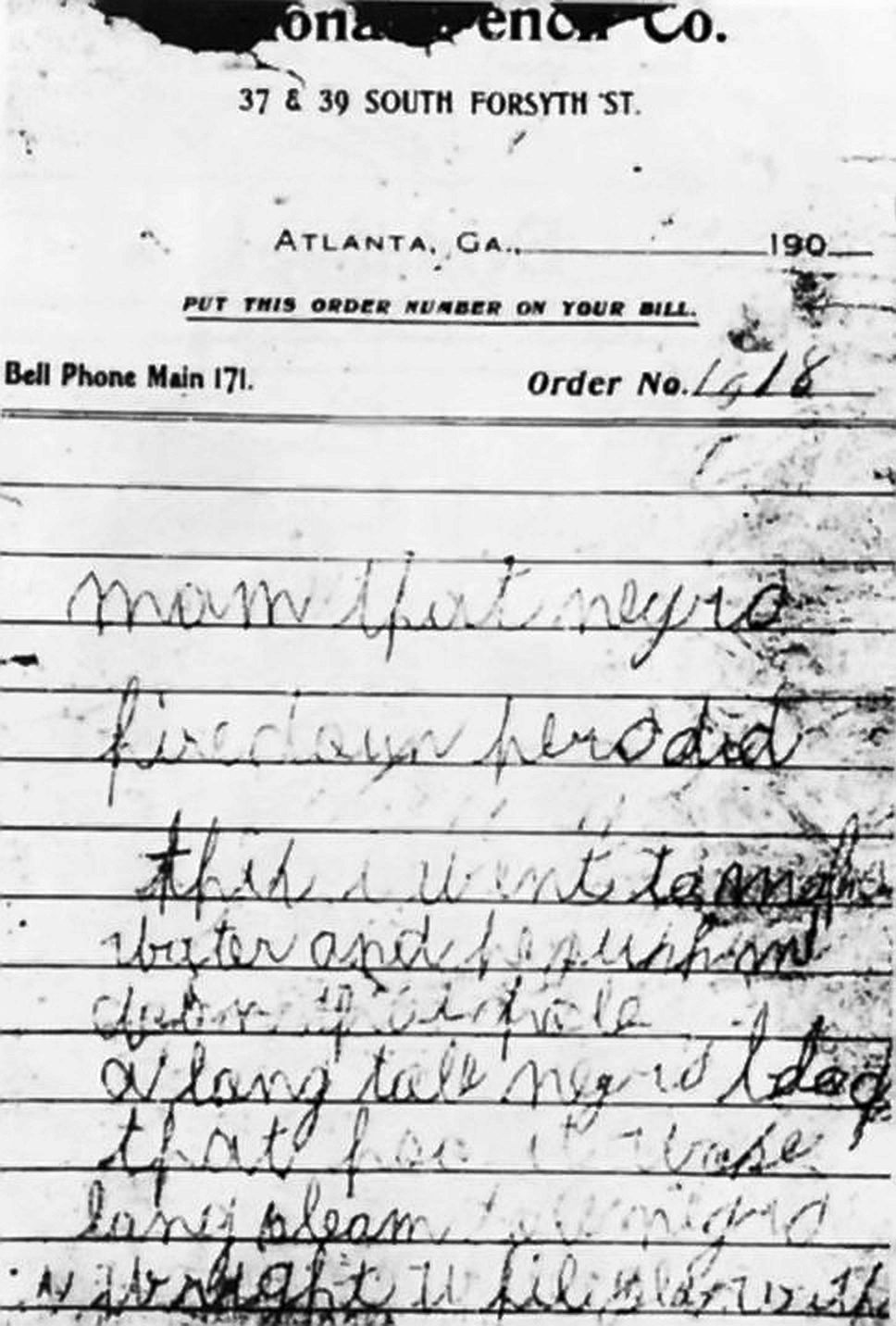
Una delle annotazioni, in un primo momento credute essere state scritte da Mary.

Due bigliettini scritti su appositi ordini di fabbrica datati e controfirmati del tutto sgrammaticati furono rinvenuti in un cumulo di spazzatura raccoltasi attorno alla testa di Mary, attorcigliati tra i suoi capelli; questi vennero interpretati subito come essere le "annotazioni dell'omicidio". Il primo di essi diceva: "he said he wood love me land down play like the night witch did it but that long tall black negro did boy his slef"; mentre il secondo recitava: "mam that negro hire down here did this i went to make water and he push me down that hole a long tall negro black that hoo it wase long sleam tall negro i write while play with me". La frase "stregone di notte" venne interpretata come "stare [con un uomo] di notte" o "stregone negro"; quando le note furono inizialmente lette ad alta voce, la guardia notturna Newt Lee fu sentita dire: "capo, sembra proprio che stiano cercando di incastrarmi addossando la colpa su di me".
Lee venne fatto arrestare quella mattina stessa in base a queste note e alla sua apparente familiarità con la vicenda in quanto affermò che la ragazza fosse di "razza bianca" quando la polizia, a causa della sporcizia e dell'oscurità nel seminterrato, inizialmente pensò invece che si trattasse di una "negra". Una traccia che conduceva all'ascensore suggerì che il corpo fosse stato precedentemente smosso da Lee. Oltre a Lee la polizia arrestò anche un amico di Mary, Arthur Mullinax, un conducente di tram ventiquattrenne di Atlanta che aveva conosciuto Mary e venne veduto spesso parlare e flirtare con lei durante i tragitti da casa. Una persona testimoniò inoltre che Mary fosse stata vista con Mullinax all'incirca la mezzanotte di sabato. A poco a poco però gli investigatori si convinsero che questi due non fossero i reali colpevoli. Il lunedì seguente la polizia teorizzò che l'omicidio si fosse verificato al secondo piano, basandosi sui capelli trovati su un tornio e su quelle che sembrarono essere tracce di sangue umano sul pavimento. A seguito della scoperta del corpo, i poliziotti tentarono senza fretta di chiamare Frank la domenica mattina del 27 aprile; venuto a sapere quanto era accaduto, egli accettò subito di accompagnarli alla fabbrica. Quando giunsero poco dopo le 7 senza aver indicato nei particolari ciò che era avvenuto, Frank sembrò essere estremamente nervoso, tremante e pallido; la sua voce risultò colpita da raucedine e si strofinò in continuazione le mani facendo domande ancor prima che la polizia gli potesse rispondere. Frank affermò di non avere familiarità con il nome di Mary Phagan e che avrebbe avuto bisogno di controllare il suo libro paga. I detective condussero Frank all'obitorio per fargli vedere il corpo di Mary e poi nuovamente alla fabbrica, dove Frank vide la scena del crimine e accompagnò la polizia attraverso l'intero edificio. Frank tornò a casa alle 10.45. A questo punto Frank non era ancora considerato un sospetto. Lunedì 28 di aprile Frank, accompagnato dal suo avvocato, Luther Rosser, fece una dichiarazione scritta alla stazione di polizia che fornì una breve tempistica delle sue attività svolte in quel sabato. Affermò che Mary si trovava nel suo ufficio tra le 12:05 e le 12:10 e che Lee era arrivato alle 4 del pomeriggio, ma che gli venne chiesto di tornare più tardi; Frank ebbe un incontro con l'ex-impiegato James Gantt verso le 6 del pomeriggio.

Mentre stava uscendo e prima che Lee arrivasse volle spiegare che l'alibi del guardiano notturno per quella domenica mattina avesse in realtà parecchi vuoti. Su insistenza di Rosser, Frank lasciò che ispezionassero il suo corpo per dimostrare di non avere tagli o lesioni e la polizia non trovò alcuna traccia di sangue sul vestito che Frank affermò di aver indossato sabato. La polizia non trovò macchie di sangue neppure sulla lavanderia della casa di Frank. Frank si incontrò in seguito con i suoi assistenti, N. V. Darley e Harry Scott della Pinkerton National Detective Agency, che Frank aveva assunto per aiutare nelle indagini. I detective della Pinkerton indagarono su molti indizi, che andavano dalle prove presenti nella scena del crimine alle asserzioni di cattiva condotta sessuale da parte di Frank. I Pinkertons dovettero presentare duplicati di tutte le prove acquisite, comprese quelle che danneggiavano lo stesso Frank. La collaborazione di Scott con il detective della polizia John Black, sin dall'inizio convinto della colpevolezza di Frank, provocarono presto un conflitto di interessi. Martedì 29 aprile, Black si recò alla residenza di Lee alle 11 del mattino in cerca di prove e rinvenne una camicia macchiata di sangue in fondo a un inceneritore. Le macchie si trovavano all'altezza delle ascelle e la camicia puzzava, suggerendo alla polizia che fosse una di quelle utilizzate per il suo lavoro alla fabbrica. I detective, sospettando Frank per il suo comportamento estremamente nervoso durante gli interrogatori, credettero che avesse manomesso l'impianto di aerazione.

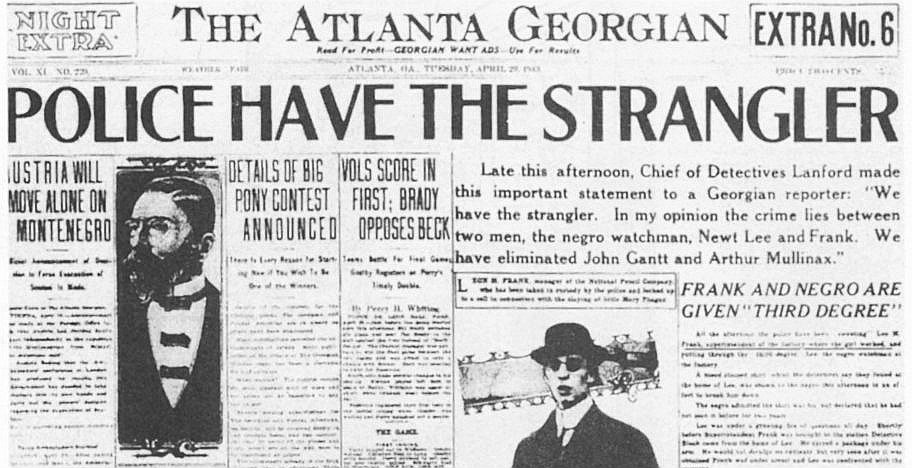
The Atlanta Georgian del 29 aprile 1913, l'annuncio dato dalla polizia dell'arresto di Leo Frank per l'assassinio di Mary Phagan avvenuto tre giorni prima. "La polizia ha lo strangolatoore"; sottotitolo: "Frank e il negro (Newt Lee) stanno subendo il terzo grado".

Frank venne successivamente arrestato alle 11.30 di mattina dentro la fabbrica. Steve Oney afferma che "nessun singolo sviluppo aveva persuaso... [la polizia] che Leo Frank avesse effettivamente assassinato Mary Phagan, al contrario, al peso cumulativo dei sospetti della domenica e ai dubbi di lunedì erano stati aggiunti molti ulteriori fattori che avevano puntato i sospetti sul sovrintendente".
Questi fattori rappresentarono le accuse rivolte contro i due sospettati; il rifiuto delle testimonianze che Mary fosse stata vista per la strada, facendo di Frank l'ultima persona ad ammettere di aver visto Mary viva; l'incontro di Frank con i Pinkertons e uno "spostamento del ruolo di Newt Lee in tutta la storia".
La polizia si convinse che Lee fosse coinvolto almeno come complice di Frank e che quest'ultimo stesse cercando di coinvolgerlo. Per rafforzare la loro intuizione, la polizia organizzò un incontro tra Lee e Frank mentre entrambi si trovavano ancora sotto custodia; ci furono delle contraddizioni evidenti in quest'incontro; gli investigatori le interpretarono come un'ulteriore implicazione di Frank nella vicenda.
Mercoledì 30 aprile si tenne l'inchiesta dell'ufficiale giudiziario. Frank testimoniò le sue attività svolte in quel sabato e altri testimoni lo confermarono. Un ragazzo impiegato alla fabbrica disse che Mary aveva avuto modo di lamentarsi di Frank. Diversi ex dipendenti parlarono di Frank che flirtava con altre donne; una di questi affermò che gli si era esplicitamente proposto. I detective ammisero che "finora non avevano ottenuto alcuna prova concreta o indizi atti a far luce su questo mistero sconcertante". Sia per Lee sia per Frank venne chiesto l'ordine di detenzione.
A maggio il detective William John Burns - lo Sherlock Holmes d'America - viaggiò fino ad Atlanta per offrire un'ulteriore assistenza nel caso. Tuttavia la "William J. Burns International Detective Agency" si ritirò dal caso verso la fine di quello stesso mese. C.W. Tobie, un detective dell'associazione di Chicago che era stato assegnato al caso, dichiarò che l'agenzia "è venuta qui per indagare su un caso di omicidio, non per impegnarsi in beghe di bassa politica"". L'agenzia si disilluse rapidamente per le molte implicazioni sociali del caso, in particolare per la convinzione che Frank fosse in grado di evitare il procedimento a causa del suo essere un ricco ebreo, di corrompere la polizia e di pagare per i detective privati.

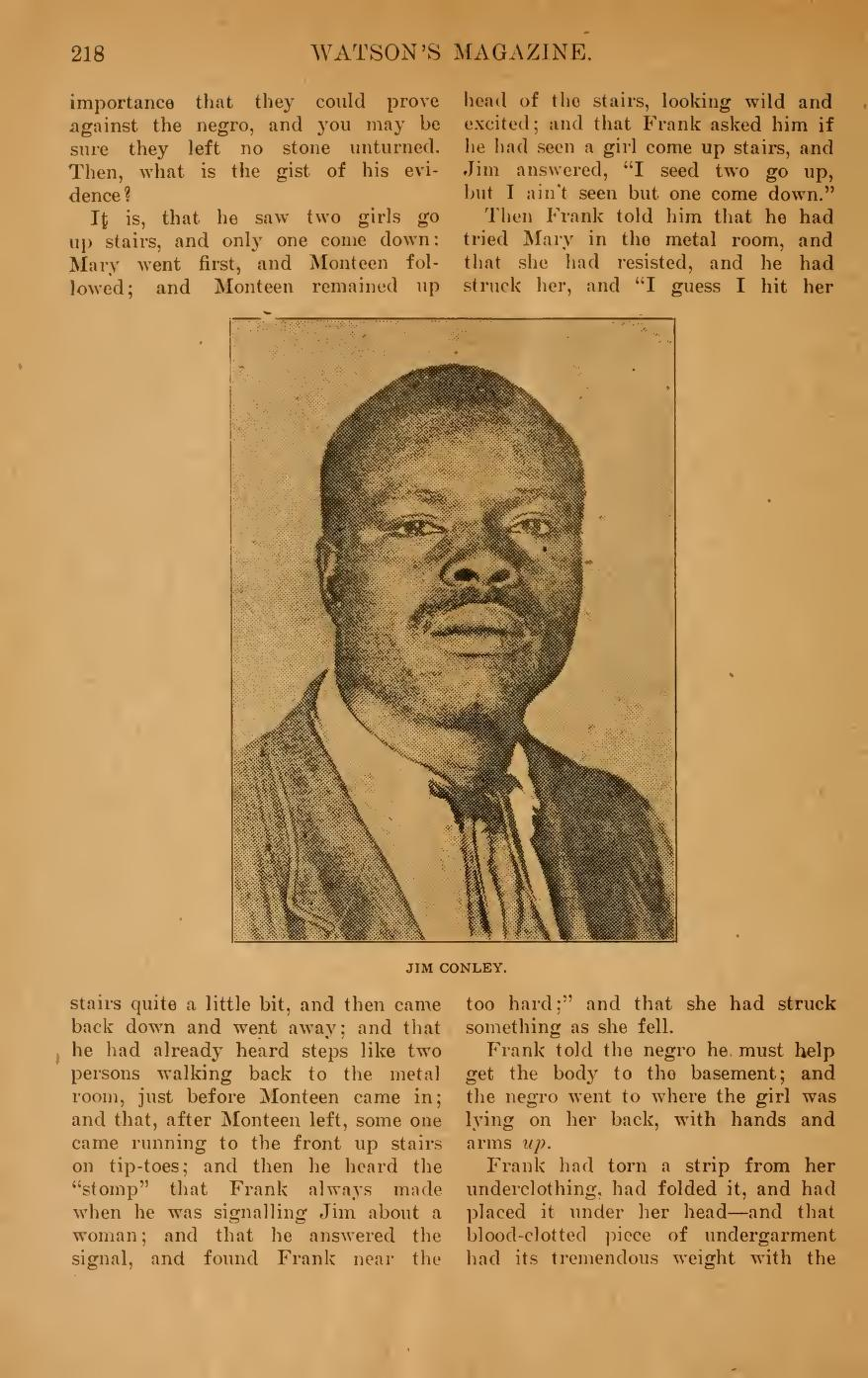
Jim Conley nel numero di agosto del 1915 del Watson's Magazine.

### La testimonianza di James Conley
L'accusa si basò in gran parte sulla testimonianza data da Jim Conley, custode della fabbrica da due anni ed ex netturbino ventisettenne; nei cinque anni precedenti al suo ultimo impiego era stato in carcere 8 volte. Frequentemente era ubriaco sul posto di lavoro e parecchie donne ebbero a lamentarsi che cercasse di prendere in prestito denaro da loro, in particolare nel giorno di paga (venerdì sera o sabato mattina). Molti storici contemporanei credono sia stato lui l'effettivo assassino. Per esempio Lindermann: "la migliore prova ora disponibile indica che il vero assassino di Mary Phagan fu in realtà Jim Conley, forse perché lei, incontrandolo dopo aver lasciato l'ufficio di Frank, si sia rifiutata di consegnargli la busta paga e lui, in uno stato di confusione causato dall'alcolismo, l'abbia uccisa".
Woodward invece scrive: "la polizia cittadina, pubblicamente impegnata nella teoria della colpevolezza di Frank e perseguitata dalla richiesta di un verdetto di colpevolezza, ha ricorso ai più metodi più meschini e vili per raccogliere le prove necessarie. Conley, implicato più tardi nella fabbricazione della prova di gran lunga maggiormente incriminante contro Frank, venne spinto da parte dal grido collettivo che richiedeva il sangue dell'ebreo pervertito".
La polizia aveva arrestato Conley il 1° di maggio dopo che era stato visto lavare via delle macchie rosse da una camicia blu di lavoro; i detective la esaminarono, ma finirono col determinare che si trattasse di ruggine, proprio come aveva sostenuto Conley. Conley fu nuovamente messo sotto custodia giudiziaria due settimane più tardi, quando diede la sua prima dichiarazione formale. Disse che, nel giorno dell'omicidio, aveva visitato diversi bar, giocato a dadi e bevuto. La sua storia venne però messa in dubbio quando un testimone rivelò ai detective che "un negro... vestito con un abito e un cappello blu scuro" era stato visto nel vestibolo d'ingresso della fabbrica il giorno stesso dell'omicidio. Ulteriori indagini determinarono che Conley sapesse leggere e scrivere e che c'erano somiglianze significative tra la sua ortografia e quella trovata sulle "note dell'omicidio". Dopo un susseguirsi estenuanti interrogatori il 24 maggio ammise di aver scritto lui le note, giurando che Frank lo avesse chiamato in ufficio il giorno prima dell'omicidio ordinandogli cosa scrivere.. Dopo aver compiuto nuove prove sulla sua ortografia - scrisse "guardiano notturno" (night watchman) come "strega notturna" (night witch) - la polizia si convinse definitivamente che fosse proprio lui l'autentico autore dei biglietti. Rimasero invece alquanto scettici per il resto della sua storia, non solo perché essa implicava la premeditazione di Frank, ma anche perché suggeriva che Frank stesso si fosse confessato con Conley, coinvolgendolo.
Nel corso di una seconda dichiarazione giurata Conley ammise di aver mentito sul suo incontro di venerdì con Frank. Disse che aveva incontrato Frank sulla strada sabato e che gli fu detto di seguirlo alla fabbrica. Frank gli disse di nascondersi in un guardaroba per evitare di essere visto da due donne che stavano facendo visita a Frank nel suo ufficio; affermò che Frank gli dettò direttamente le annotazioni facendogliele scrivere, gli diede delle sigarette, poi gli ordinò di lasciare la fabbrica. Infine Conley dichiarò di essere andato prima a bere e poi a vedere un film. Affermò di non essere venuto a conoscenza dell'omicidio fino a quando non tornò al lavoro il lunedì seguente.
La polizia rimase soddisfatta della nuova versione e sia The Atlanta Journal che The Atlanta Georgian ne diedero un completo resoconto e un ampio risalto. Tre funzionari della compagnia però non erano ancora del tutto convinti e lo espressero al Journal. Sostennero difatti che Conley aveva seguito un altro impiegato nell'edificio con l'intenzione di rapinarlo, ma che poi trovò Mary la quale costituiva un bersaglio più facile. La polizia pose poca fede nella teoria dei funzionari, ma non seppe spiegare il mancato ritrovamento della borsetta della ragazza che altri testimoni avevano giurato che fosse al suo braccio quel giorno.
Furono anche preoccupati che Conley non avesse menzionato il fatto che fosse a conoscenza - mentre scriveva le note - di un crimine che era appena stato commesso, suggerendo invece che Frank gli avesse semplicemente dettato le note arbitrariamente. Per tentare di risolvere tali dubbi la polizia il 28 maggio cercò di organizzare un confronto tra Frank e Conley. Frank esercitò il proprio diritto di non incontrarlo senza il proprio avvocato che in quel momento difatti si trovava fuori città. I pubblici ufficiali allora fecero una dichiarazione al The Atlanta Constitution affermando che questo rifiuto fosse un'indicazione della colpevolezza di Frank; il confronto non avvenne mai.
Il 29 maggio Conley rimase sotto interrogatorio per quattro ore. In questa nuova dichiarazione giurata affermò che Frank gli disse che "era riuscito ad avere una bambina, ma che poi questa era caduta di schiena ed aveva battuto la testa". Conley disse che lui e Frank trasportarono il corpo fino al seminterrato tramite l'ascensore, poi tornarono all'ufficio di Frank dove vennero dettate le note dell'omicidio; affermò anche che Frank gli diede 200 dollari, ma poi ci ripensò e se li riprese dicendo: "te li consegnerò lunedì se rimango vivo e non succede niente". La dichiarazione di Conley si concluse così: "il motivo per cui non l'ho mai detto prima è che ho pensato che il signor Frank sarebbe uscito e mi avrebbe aiutato, ma poi ho deciso di raccontare tutta la verità su questa questione".
Al processo Conley però cambiò ancora la propria versione: i soldi Frank avrebbe deciso di trattenerli fino a che lui stesso non avesse bruciato il cadavere nella fornace del seminterrato.
The Georgian ingaggiò William Manning Smith per rappresentare Conley. Smith era noto per essersi specializzato nel rappresentare i clienti neri e aveva difeso con successo un uomo nero contro un'accusa di stupro da parte di una donna bianca. Aveva anche assunto la causa civile di un'anziana donna nera fino alla Corte Suprema della Georgia. Anche se Smith riteneva che Conley avesse dichiarato il vero nel suo ultimo interrogatorio, si preoccupò del fatto ch'egli stesse concedendo lunghe interviste ai giornalisti. Smith fu ansioso anche per colpa dei reporter della stampa scandalistica di William Randolph Hearst, che avevano preso le difese di Frank. Dispose quindi che Conley venisse trasferito in una prigione diversa da quella in cui era detenuto Frank.
Il 24 febbraio del 1914 Conley venne condannato a un anno in prigione per complicità in occultamento di cadavere.

## Copertura mediatica della vicenda
The Atlanta Constitution entrò presto in concorrenza con The Atlanta Journal e The Atlanta Georgian. Quaranta edizioni speciali uscirono il giorno in cui venne riferito l'omicidio di Mary. The Atlanta Georgian pubblicò una foto del cadavere in cui la sua testa venne mostrata sul corpo di un'altra ragazza. I giornali arrivarono ad offrire un totale di 1.800 dollari per ottenere informazioni che avessero aiutato a portare alla soluzione del caso.
Poco dopo l'omicidio il sindaco di Atlanta cominciò a criticare le forze dell'ordine per la loro continua emissione di informazioni riservate. Il governatore, notando la reazione del pubblico che pressava in direzione del sensazionalismo subito dopo gli arresti di Lee e di Frank, costituì dieci milizie destinate al servizio publico, nel caso in cui fosse stato necessario respingere azioni violente da parte della folla contro i prigionieri. La copertura del caso nella stampa locale continuò quasi ininterrottamente durante tutta l'inchiesta, il processo e il seguente appello.
Le notizie di stampa mischiarono prove reali, voci non confermate e speculazioni giornalistiche. Leonard Dinnerstein ha scritto: "caratterizzate da allusioni ed insinuazioni, false rappresentazioni e volute distorsioni, le relazioni giornalistiche sulla morte di Mary Phagan suscitarono un sentimento quasi di panico nell'intera città e, in pochi giorni, uno stato di choc e scandalo permanente".
I diversi segmenti della popolazione si concentrarono su aspetti differenti della questione. La classe operaia di Atlanta vide Frank come "uno stupratore di bambine", mentre la comunità ebraica tedesca lo vide come "un uomo esemplare e un marito fedele". Albert Lindemann, autore di The Jew Accused, disse che "la gente comune" avrebbe anche potuto aver qualche difficoltà a valutare le informazioni spesso inaffidabili e "sospendere il giudizio per un lungo periodo di tempo" mentre il caso era ancora in fase di sviluppo.
Come opinione pubblica generale, gran parte dell'attenzione venne rivolta verso la polizia e l'ufficio giudiziario i quali prevedevano entrambi di poter assicurare presto alla giustizia l'assassino di Mary. Il procuratore, Hugh M. Dorsey, aveva recentemente perso due casi di omicidio di alto profilo; un giornale statale scrisse che "un'altra sconfitta e, nel caso in cui la sensazione fosse stata abbastanza forte, ciò avrebbe portato con tutta probabilità alla fine della carriera di Dorsey come pubblico ministero".

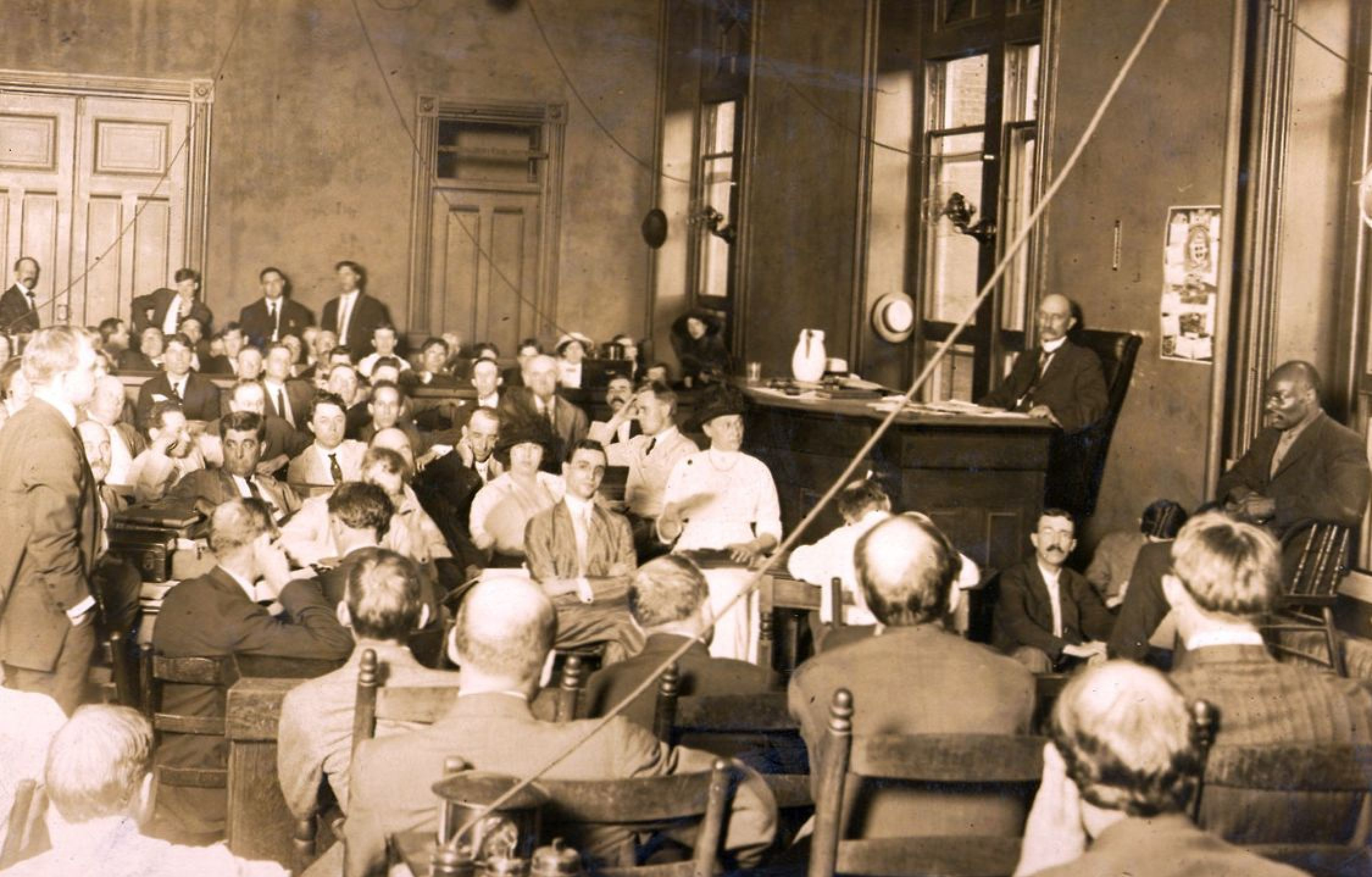
Una seduta del processo (28 luglio 1913). Il procuratore Hugh Dorsey, in piedi a sinistra, sta interrogando il testimone Newt Lee, a destra. Leo Frank è seduto al centro, con lo sguardo fisso rivolto verso la telecamera. La giuria è in primo piano con le spalle alla telecamera. Nell'immagine vi sono anche Lucille Frank, la moglie di Leo e la signora Ray Frank, sua madre.

## Il processo
Il 23 maggio del 1913 la giuria si riunì per ascoltare l'imputazione contro Leo Frank per l'omicidio di Mary Phagan. Il procuratore, Hugh Dorsey, presentò solo le informazioni appena sufficienti per ottenere lo stato d'accusa, assicurando alla giuria che ulteriori informazioni sarebbero state fornite nel corso del processo. Il giorno successivo la giuria votò la messa in stato d'accusa. Nel frattempo la squadra degli avvocati di Frank suggerì ai media che Jim Conley fosse l'effettivo assassino e fece pressione per far avviare ulteriori indagini. Il presidente d'ufficio convocò la giuria per il 21 di luglio; basandosi sulla consulenza di Dorsey decisero però di non incriminare Conley.
Il 28 luglio iniziarono le udienze presso la Corte Suprema della Contea di Fulton. Il giudice, Leonard S. Roan, era magistrato in Georgia dal 1900. Il gruppo dell'accusa venne guidato da Dorsey e incluse anche William Smith (avvocato di Conley e consulente della giuria di Dorsey).
Frank venne rappresentato da un gruppo di otto avvocati, tra cui specialisti scelti di questioni legali, guidati da Luther Rosser, Reuben Arnold e Herbert Haas.. Oltre alle centinaia di spettatori dentro l'aula, una grande folla si riunì all'esterno per poter assistere al processo attraverso le finestre. La difesa, nei suoi appelli giuridici, indicò poi nella folla un fattore di intimidazione nei confronti dei testimoni e della stessa giuria. Entrambe le squadre legali considerarono le pesanti implicazioni che avrebbe potuto avere la condanna di un uomo bianco sulla base della testimonianza di un uomo nero davanti a una giuria georgiana del primo novecento. Jeffrey Melnick, autore di Black-Jewish Relations on Trial: Leo Frank and Jim Conley in the New South, scrive che la difesa cercò di raffigurare Conley come "un nuovo tipo di afroamericano, anarchico, degradato e pericoloso". Dorsey, invece, rappresentò Conley come "un tipo familiare" di "vecchio negro", come un giullare o un tipico schiavo delle piantagioni di cotone. La strategia di Dorsey giocò sui pregiudizi degli osservatori bianchi dell'epoca, ossia che un uomo nero non avrebbe mai potuto essere abbastanza intelligente da poter inscenare una storia tanto complessa e intricata. L'accusa sostenne che la dichiarazione di Conley, che spiegava i momenti immediatamente successivi all'omicidio, fosse veritiera e pertanto Frank fosse l'assassino che gli aveva dettato le "note dell'omicidio" per cercare di far incolpare del crimine Newt Lee, il guardiano notturno. L'accusa presentò testimoni che giurarono di aver trovato macchie di sangue e fili di capelli sul tornio, per sostenere la loro teoria secondo la quale il delitto si sarebbe verificato al secondo piano della fabbrica, nella sala macchine, nei pressi dell'ufficio di Frank. La difesa negò invece che l'omicidio si fosse verificato al secondo piano. Entrambe le parti contestarono il significato delle prove fisiche che suggerivano il luogo dell'omicidio. L'immondizia ritrovata intorno al collo di Mary venne dimostrata come essere presente in tutta la fabbrica.
L'accusa interpretò la scena rinvenuta nel seminterrato per sostenere la teoria di Conley - ossia che il corpo venne trasportato lì con l'ascensore - mentre la difesa suggerì che i segni di trascinamento sul pavimento indicavano che Conley portò il corpo attraverso una scala e poi lo lasciò esanime sul pavimento. La difesa suggerì inoltre che Conley fosse l'assassino e che Newt Lee lo aiutò a scrivere le due "note dell'omicidio"; essa portò molti testimoni a sostegno delle affermazioni di Frank sui suoi spostamenti i quali indicavano che non avesse avuto il tempo materiale per poter commettere il delitto.
La difesa, per sostenere la sua teoria che Conley avesse ucciso Mary nel corso di una rapina, si concentrò sulla sua borsetta mancante. Conley sostenne davanti alla corte che vide Frank mettere la borsa nella sua cassaforte dell'ufficio, anche se in precedenza aveva negato di averla mai vista. Un altro testimone dichiarò che, il lunedì dopo l'omicidio, la cassaforte era aperta e non c'era alcuna borsa all'interno. Il significato da dare alla busta paga di Mary ritrovata lacerata venne contestato da entrambe le parti.
L'accusa si concentrò sul presunto comportamento sessuale di Frank. Lindemann indica il fatto che al tempo v'era uno stereotipo sui "giovani ebrei maleducati bramosi delle donne gentili dai capelli biondi"; un'idea questa familiare nel continente europeo, ma che raggiunse Atlanta nel 1890 "con l'arrivo degli ebrei provenienti dall'Europa orientale... La paura della sessualità ebraica può avere avuto un particolare effetto esplosivo ad Atlanta, perché potrebbe facilmente connettersi a un mito centrale o a un tema culturale presente nel profondo Sud - quello della donna bianca pura, virtuosa, ma vulnerabile". L'accusa affermò che Frank, con l'assistenza di Conley, si incontrasse regolarmente con varie donne nel suo ufficio per intrattenere delle relazioni sessuali. Conley disse di aver visto andare Mary il giorno dell'omicidio al piano di sopra, da dove poco dopo sentì provenire un grido. In seguito Frank lo avrebbe chiamato al secondo piano per mostrargli il corpo di Mary, ammettendo di averla violentata. Conley ripeté le dichiarazioni fatte durante i suoi interrogatori, che cioè lui e Frank avevano portato il corpo di Mary fino al seminterrato tramite l'ascensore, prima di ritornare con lo stesso ascensore fino all'ufficio da dove Frank gli avrebbe dettato le "note dell'omicidio".
Conley fu interrogato dalla difesa per 16 ore nel corso di tre giorni, ma essa non riuscì ad abbattere la sua versione. La difesa allora spostò la propria attenzione sulla testimonianza completa di Conley riguardo al presunto appuntamento che egli avrebbe avuto quel giorno con Frank e sui suoi spostamenti. Il giudice Roan osservò che un'anticipazione poteva anche essere concessa, ma poiché la giuria non poteva dimenticare ciò che aveva sentito, egli permise che le prove discordanti venissero rivelate nello steso momento.
Conley dichiarò che Frank fosse un "deviante sessuale", un bisessuale che correva dietro sia alle ragazze sia ai ragazzi in cerca di sesso orale; si propose di sottoporlo a un'accurata analisi psicologica, si affermò perfino che il suo leggero strabismo fosse "equivoco".
L'accusa, per sostenere pretesa di una presunta violenza commessa ai danni di Mary da parte di Frank chiamò a testimoniare Helen Ferguson, un'operaia della fabbrica la quale informò i genitori di Mary della sua morte. Ferguson testimoniò di aver cercato di ottenere la remunerazione di Mary venerdì da Frank, ma che gli venne risposto che la ragazza avrebbe dovuto recarvisi di persona. Sia l'addetto allo sportello di paga che la donna che venne subito dopo Ferguson a richiedere il proprio compenso contestarono questa versione degli eventi testimoniando che, come di prassi, Frank non pagò nessuno quel giorno.
La difesa chiamò a deporre una serie di ragazze della fabbrica ed esse testimoniarono di non aver mai visto Frank flirtare con le ragazze o toccarle, ma anzi che lo consideravano una persona di buon carattere. Nella contestazione della procura Dorsey chiamò "una parata costante di ex lavoratrici" per porre loro la domanda: "conosci il carattere del signor Frank, la sua lascivia?" Le risposte furono di solito "negative", se non irritate e decisamente stizzite.

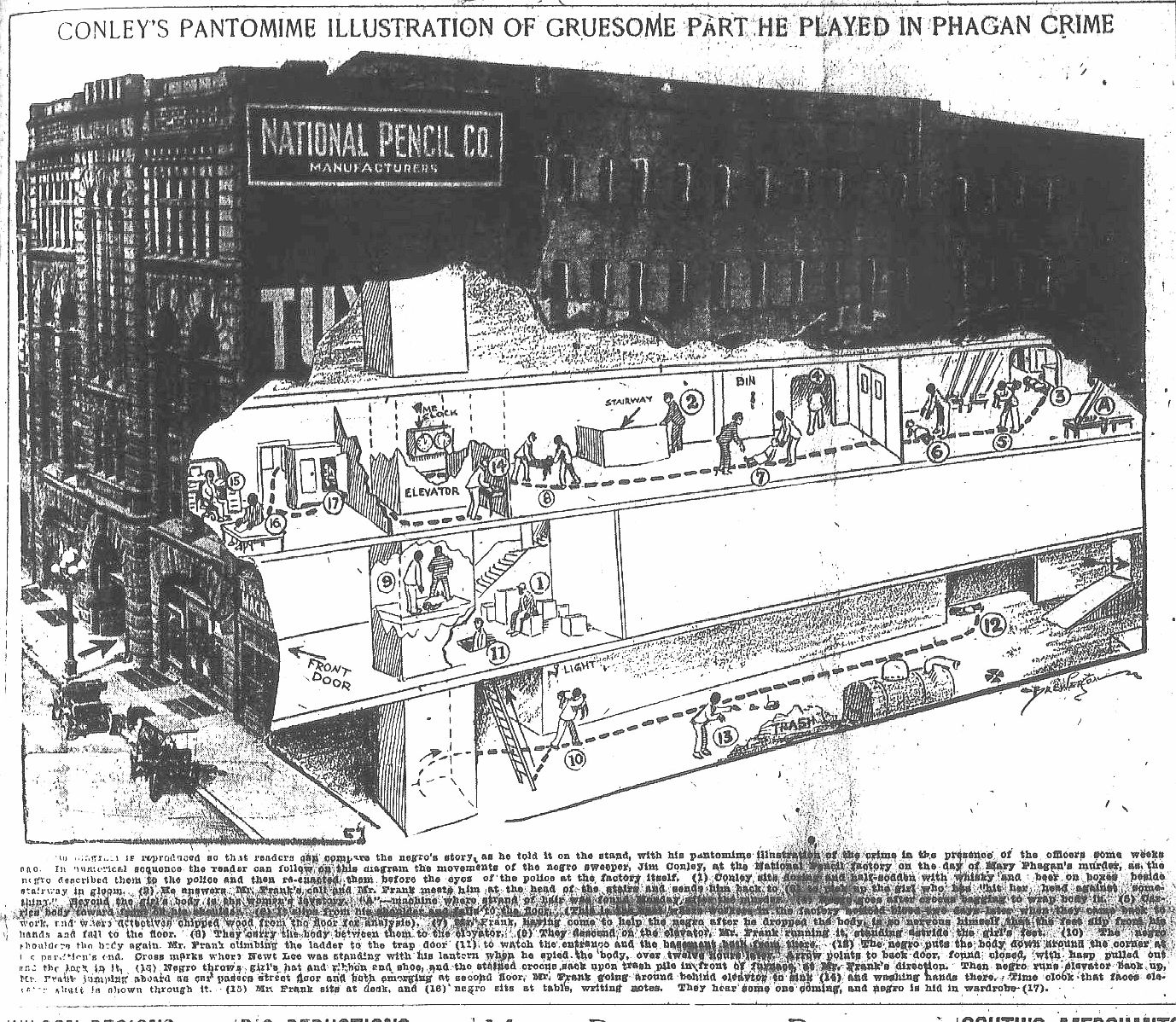
Lo svolgersi degli eventi secondo Conley.

### Cronologia dei fatti
L'accusa accertò presto che le questioni relative al tempo avrebbero costituito una parte essenziale per la risoluzione positiva del caso. Davanti a ogni indizio entrambe le parti presentarono dei testimoni per sostenere la loro versione cronologica sulle ore immediatamente precedenti e successive all'omicidio.
Il punto di partenza fu il momento della morte; l'accusa, basandosi sull'analisi dei contenuti dello stomaco della vittima da parte del loro esperto patologo, sostenne che Mary fosse deceduta tra le 12:00 e le 12:15. Una testimone dell'accusa, la quattordicenne Monteen Stover, disse che si era recata in ufficio per ottenere il suo stipendio e che rimase in attesa dalle 12:05 alle 12:10, ma che non vide Frank all'interno. La teoria della procura fu che Stover non vide Frank poiché in quel preciso momento egli stava uccidendo Mary. Il racconto di Stover non corrispondeva con la versione iniziale di Frank, che egli cioè non avesse mai lasciato l'ufficio tra mezzogiorno e le 12:30.
Altre testimonianze indicarono invece che Mary uscì dal tram tra le 12:07 e le 12:10; dalla fermata alla fabbrica c'erano da due a quattro minuti di cammino e ciò suggerì che Stover fosse giunta prima, rendendone in tal modo irrilevante la testimonianza con tutte le sue implicazioni: Frank non avrebbe mai potuto uccidere Mary per il semplice fatto che ella non sarebbe stata ancora presente.
Sia il l'addetto ai motori, W. M. Matthews, sia il conducente, W. T. Hollis, testimoniarono che Mary fosse scesa dalla predella del filobus alle 12:10. Inoltre, entrambi dichiararono che George Epps non fosse presente. Epps disse invece al processo che Mary fosse scesa esattamente alle 12:07. Dalla fermata dove Mary scese, secondo l'ufficiale di polizia John N. Starnes, "non ci vogliono più di tre minuti a piedi da Marietta Street, all'angolo di Forsyth, attraverso il viadotto e attraverso Forsyth Street fino alla fabbrica".
Frank aveva dichiarato nella sua deposizione iniziale che Mary "è venuta da me tra le 12:05 e le 12:10 per ricevere la propria busta paga".
Lemmie Quinn, sovrintendente della stanza di lavoro di Mary, testimoniò di aver parlato brevemente con Frank nel suo ufficio alle 12:20. Frank però non aveva menzionato Quinn quando la polizia lo interrogò per sapere dove si trovasse a mezzogiorno di quel 26 aprile. Frank non aveva neanche detto, durante l'indagine fatta svolgere dal coroner, che Quinn arrivò meno di dieci minuti dopo che Mary lasciò il suo ufficio, mentre durante il processo si accertò che Quinn giunse appena cinque minuti dopo che Mary se ne doveva essere andata.
Secondo Conley e diversi altri esperti chiamati dalla difesa, sarebbero stati necessari almeno trenta minuti per uccidere Mary, trascinare il corpo fino al seminterrato, tornare in ufficio e poi scrivere le "note dell'omicidio". Secondo i calcoli fatti dalla difesa il tempo di Frank era pienamente verificato dalle 11:30 fino alle 13:30, ad eccezione di diciotto minuti tra le 12:02 e le 12:20.
Hattie Hall, una stenografa, affermò che Frank gli chiese esplicitamente di recarsi al lavoro proprio quel sabato e che Frank lavorava sempre nel suo ufficio dalle 11:00 fino a quasi mezzogiorno. L'accusa indicò la testimonianza di Quinn come "una menzogna" e ricordò alla giuria come all'inizio dell'indagine Frank non avesse mai menzionato Quinn.
Newt Lee, il guardiano notturno, giunse poco prima delle 16 e vide Frank uscire dal suo ufficio perfettamente calmo (come al solito); egli gli avrebbe detto che non aveva ancora finito il proprio lavoro e chiese pertanto a Lee di tornare alle 18. Newt Lee sembrò poi notare che Frank si fosse però molto agitato (improvvisamente e del tutto inspiegabilmente) e, quando gli chiese se poteva dormire nella stanza d'imballaggio, Frank insistette perché abbandonasse l'edificio dicendogli di andarsene e di trascorrere una bella vacanza in città prima di tornare.
Quando Lee tornò era giunto anche James Gantt (che aveva già subito un arresto in precedenza); Lee raccontò alla polizia come Gantt, un ex dipendente licenziato da Frank dopo che venne rinvenuto un ammanco di 2 dollari dalla cassa, volesse cercare un paio di scarpe che aveva lasciato in fabbrica. Frank glielo permise, anche se Lee non avrebbe mancato di notare come Frank sembrasse essere letteralmente sconvolto dall'apparizione di Gantt. Frank giunse alla sua abitazione alle 18:25; alle 19:00 in punto chiamò Lee per accertarsi che tutto fosse filato liscio con Gantt.

### Sentenza
Durante tutto il corso del processo il pubblico ministero asserì la presunta corruzione dei testimoni e i tentativi di manomissione delle prove da parte del team legale di Frank. Nel frattempo la difesa chiese di invalidare il procedimento perché credeva che i giurati fossero stati intimiditi dalla folla sia dentro sia fuori dall'aula giudiziaria (nella sua proposta la difesa presentò vari esempi del comportamento scorretto assunto dalla folla nei confronti del tribunale), ma la mozione venne respinta.
Temendo per la sicurezza di Frank e dei suoi avvocati in caso di un'assoluzione, sia il giudice Leonard Strickland Roan sia la difesa convennero sul fatto che né Frank né i suoi avvocati sarebbero stati presenti alla lettura del verdetto finale. Questo fatto fu contestato in seguito come una violazione dei diritti di Frank nel corso dell'appello presentato alla Corte suprema georgiana nel novembre del 1914 e poi anche nel suo appello della Corte Suprema degli Stati Uniti del 1915.
Il 25 agosto 1913, dopo meno di quattro ore di camera di consiglio, la giuria emise un verdetto unanime di condanna contro Frank per omicidio aggravato. Il The Atlanta Journal riferì il giorno successivo che la deliberazione avvenne in meno di due ore; al primo ballottaggio un giurato risultò indeciso, ma entro due ore il secondo voto risultò essere unanime.
The Atlanta Constitution descrisse la scena di Dorsey mentre usciva dai gradini del municipio: "il procuratore distrettuale ci ha raggiunti poco dopo. Mentre gli uomini in sella cavalcavano come cosacchi facendosi breccia attraverso lo sciame umano, tre uomini muscolosi spingevano il signor Dorsey per le spalle e lo fecero passare in mezzo alla folla facendogli attraversare sano e salvo la strada". Albert Lindemann suggerisce che "gli impotenti hanno sperimentato un momento di ilarità nel constatare la sconfitta e l'umiliazione di un oppressore normalmente potente e inattaccabile".
Il 26 agosto, il giorno dopo che il giudizio di colpevolezza fu raggiunto dalla giuria, il giudice Roan condusse il collegio di difesa in un'aula privata e condannò Leo Frank a morte per impiccagione, fissando la data per il 10 di ottobre. La difesa pronunciò una protesta pubblica, sostenendo come l'opinione pubblica avesse inconsapevolmente influenzato la giuria nella direzione di un pregiudizio nei confronti di Frank. Questo stesso argomento venne portato avanti anche durante il processo di appello.

### Ricorsi

#### Appello statale
Secondo la legislazione georgiana gli appelli in casi di pena capitale avrebbero dovuto basarsi su errori di diritto e non su una rivalutazione delle prove presentate durante il procedimento. Il giudizio di appello iniziò con una riconsiderazione del giudice delle prove originare. La difesa presentò una richiesta scritta relativa a oltre 115 vizi procedurali; questi inclusero i reclami riguardanti un forte pregiudizio presente nella giuria, la sua intimidazione da parte della folla al di fuori del tribunale, la testimonianza di Conley sulle presunte perversioni e attività sessuali di Frank e la restituzione di un verdetto fondato su un'impropria acquisizione delle prove. Entrambe le parti richiamarono testimoni che implicavano accuse di pregiudizio e intimidazione; mentre la difesa si basò su testimonianze di soggetti non coinvolti, l'accusa trovò supporto dalla testimonianza dei giurati stessi. Il 31 ottobre del 1913 il giudice Roan negò l'accoglimento della mozione, aggiungendo: "ho pensato a questo caso in maniera più intensa di qualsiasi altro a cui abbia mai partecipato. Con tutte le tensioni che ho affrontato, non sono pienamente convinto che Frank sia colpevole o innocente, ma non sono io che deve essere convinto, bensì la giuria, non c'è spazio per poter dubitare di questo".
Il passo successivo, un'audizione davanti alla "Corte Suprema della Georgia", si tenne il 15 dicembre. Oltre a presentare la documentazione scritta esistente, ad ognuna delle due parti vennero concesse due ore per gli interventi orali; oltre ai vecchi argomenti, la difesa si concentrò sulle riserve espresse dal giudice Roan all'udienza di riesame, citando sei casi in cui erano stati concessi nuovi processi dopo che il giudice aveva espresso dubbi sul verdetto della giuria. L'accusa si oppose agli argomenti secondo cui l'inserimento dei dubbi del giudice Roan - nella fattispecie delle eccezioni della difesa - non fosse il mezzo più adeguato per "estendere le opinioni del giudice".
Il 17 febbraio del 1914, in una relazione di 142 pagine, la corte negò a Frank un nuovo processo con un voto di 4 a 2. La maggioranza respinse le accuse di pregiudizi da parte dei giurati; stabilì però che l'influenza negativa da parte degli spettatori avrebbe potuto costituire la base di un nuovo processo, sempre se il giudice lo avesse concesso. La testimonianza di Conley sul presunto comportamento sessuale di Frank venne ritenuta ricevibile perché, anche se suggeriva che Frank avesse commesso altri crimini, ciò rendeva le dichiarazioni di Conley maggiormente credibili e contribuirono a spiegare il movente. Sulle riserve dichiarate dal giudice Roan la corte decise che queste non surclassavano la sua decisione di negare una mozione per un nuovo processo.
I giudici dissenzienti limitarono il loro parere alla testimonianza di Conley che, dichiararono, non avrebbe dovuto essere stata permessa: "è perfettamente chiaro che la prova di precedenti atti di lascivia commessi dall'imputato... non tende a dimostrare una preesistente progettazione, sistema, piano o schema, diretto a un'aggressione della vittima o ad ucciderla per impedirne la scoperta". Conclusero pertanto che le prove pregiudicarono Frank nei confronti dei giurati, negandogli in tal modo un processo equo.
L'ultima audizione esaurì i diritti di appello ordinari di Frank. Il 7 marzo del 1914 l'esecuzione fu fissata per il 17 di aprile; la difesa continuò a impugnare il caso e presentò una mozione straordinaria (sulle nuove informazioni disponibili) davanti alla Corte georgiana. Questo appello, che si sarebbe svolto davanti a un'unica giudice (Benjamin Hill), si limitò a raccogliere i fatti non disponibili al processo. La domanda di ricorso provocò una sospensione dell'esecuzione e l'udienza venne aperta il 23 di aprile.
La difesa ottenne con successo un certo numero di affidavit da parte di nuovi testimoni. Un biologo statale disse in un'intervista che il suo esame microscopico dei capelli rinvenuti sul tornio poco dopo l'omicidio non corrispondevano affatto a quelli della vittima; allo stesso tempo un'analisi più dettagliata delle "note dell'omicidio" suggerì che Conley le compose nel seminterrato anziché nell'ufficio di Frank. Vennero inoltre scoperte le lettere scritte da Conley (quando si trovava in prigione) a Annie Maude Carter; la difesa sostenne che queste, insieme alla testimonianza della stessa Carter, implicavano che Conley fosse il vero assassino.
La difesa sollevò anche una questione costituzionale federale sulla questione se l'assenza di Frank dal tribunale quando il verdetto venne annunciato "costituiva la privazione del giusto processo di legge"; diversi avvocati furono condotti a discutere questo punto. Louis Marshall, presidente del "Comitato ebraico americano" e avvocato costituzionalista, li invitò a raccogliere la questione e si decise la necessità di chiarire il fatto se la mozione straordinaria respinta avrebbe potuto appellarsi attraverso il sistema giudiziario federale in quanto "espressione di ingiustizia processuale".
Per quasi ogni argomento presentato dalla difesa lo Stato ebbe una risposta; la maggior parte delle testimonianze furono ritirate o respinte; la questione se i pasticci ortografici utilizzati per scrivere le "note dell'omicidio" venissero stilati nel seminterrato prima fu messa in discussione; l'integrità degli investigatori della difesa venne messa in dubbio e gli furono addebitati intimidazioni e corruzione; il significato da dare alle lettere di Conley ad Annie Carter fu contestato.
La difesa, confutata, cercò di rafforzare la testimonianza relativa alle "note dell'omicidio" e alle lettere di Carter; queste questioni furono riesaminate più tardi quando il governatore riconsiderò la condanna di Frank. Durante l'argomentazione di chiusura della difesa, la questione delle ritrattazioni si ripropose; la sentenza del giudice Hill avrebbe potuto prendere in considerazione la revoca della testimonianza solamente se il soggetto fosse stato accusato e trovato colpevole di falsa testimonianza. Il giudice negò un nuovo processo e la decisione venne confermata il 14 novembre del 1914. Il giudice affermò inoltre che la questione avrebbe dovuto essere stata sollevata in precedenza, caratterizzando ciò che considerava uno sforzo tardivo come "sconnesso con la corte"..

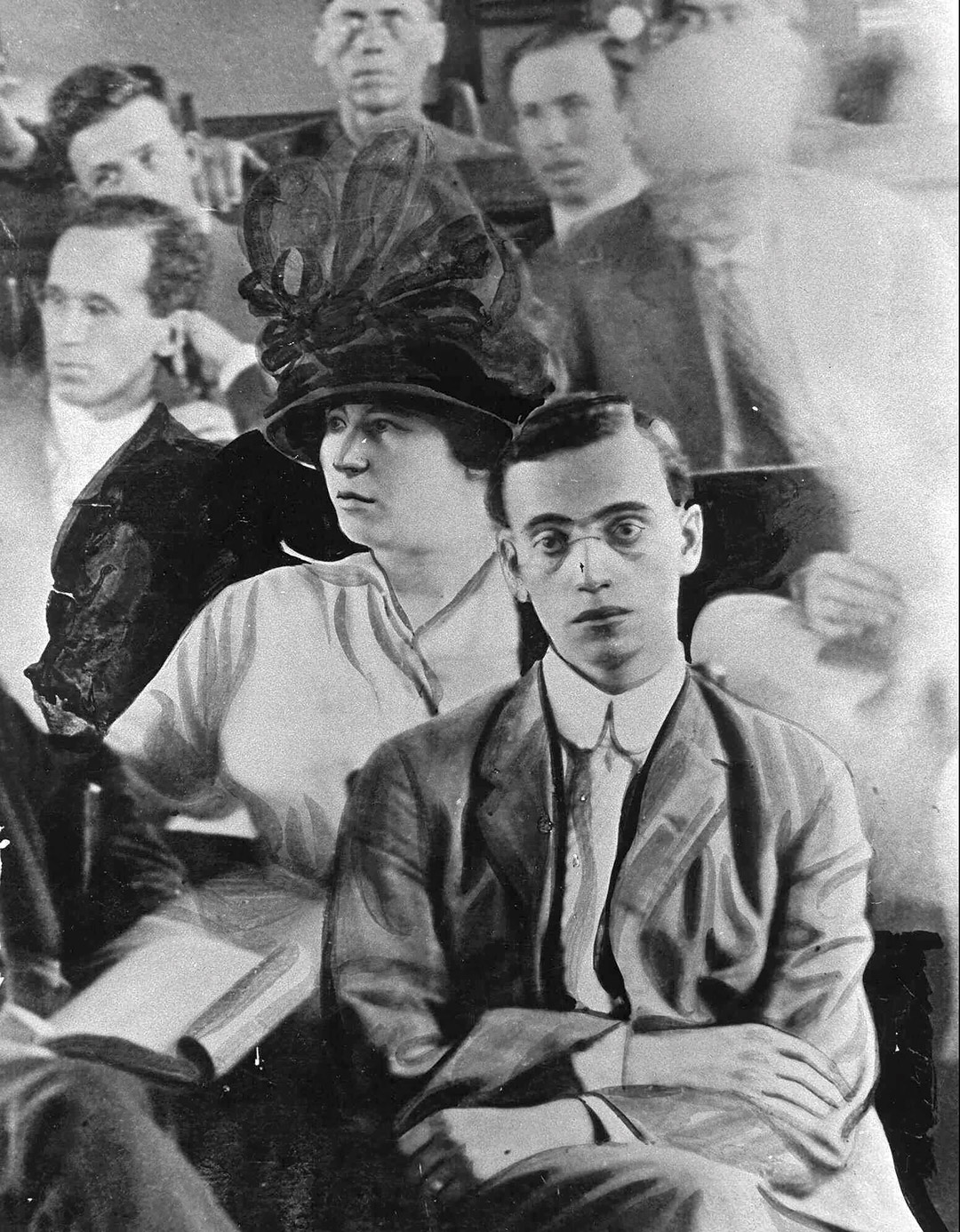
La moglie Lucille accanto a Leo Frank durante la richiesta di appello federale.

#### Appello federale
Il passo successivo per il collegio di avvocati di Frank fu quello di appellarsi attraverso il sistema federale. La richiesta originale di mozione si basò sull'errore giuridico causato dall'assenza di Frank all'annuncio del verdetto della giuria; essa venne inizialmente negata da Joseph Rucker Lamar, membro dei Giudici associati della Corte suprema degli Stati Uniti d'America e successivamente anche da Oliver Wendell Holmes. Entrambi rigettarono la richiesta in quanto convennero con la corte georgiana che la questione fosse stata sollevata troppo tardi.
La Corte suprema degli Stati Uniti d'America ascoltò poi alcune delle argomentazioni, ma rifiutò la mozione pur senza emettere una decisione scritta. Tuttavia, Holmes lasciò detto: "dubito molto sul fatto che il firmatario abbia avuto un processo di diritto... a causa della sperimentazione in sua presenza di una dimostrazione ostile e di una folla apparentemente pericolosa, così come essa è stata ritenuta dal giudice presidenziale, pronta a scatenare la violenza se non fosse stato pronunciato un verdetto di colpevolezza".
L'affermazione di Holmes, oltre alla generale indignazione pubblica per questo ultimo rifiuto da parte dei tribunali, incoraggiò la squadra di Frank a tentare una richiesta di habeas corpus, sostenendo che la minaccia prodotta dalla violenza della folla aveva costretto Frank a essere assente dall'udienza del verdetto e che ciò costituiva una violazione del giusto processo. Il giudice Lamar ascoltò la mozione e concordò che la Corte suprema avrebbe dovuto concedere l'appello.
Il 19 aprile del 1915 però la corte Suprema negò l'appello con un voto di 7 a 2. Parte della decisione ripeté il messaggio dell'ultima decisione, che Frank cioè non riuscì "a sollevare l'obiezione nella stagione prevista, quando era pienamente consapevole del fatto"; ma Holmes e Charles Evans Hughes dissentirono, con Holmes che scrisse: "è nostro dovere dichiarare come la legge dell'esecuzione sommaria sia completamente ingiustificata quando essa viene praticata da una giuria regolarmente designata e soprattutto quando viene amministrata con un'intenzione che mira esplicitamente alla morte".

### Commutazione della sentenza

#### Richiesta di commutazione della pena

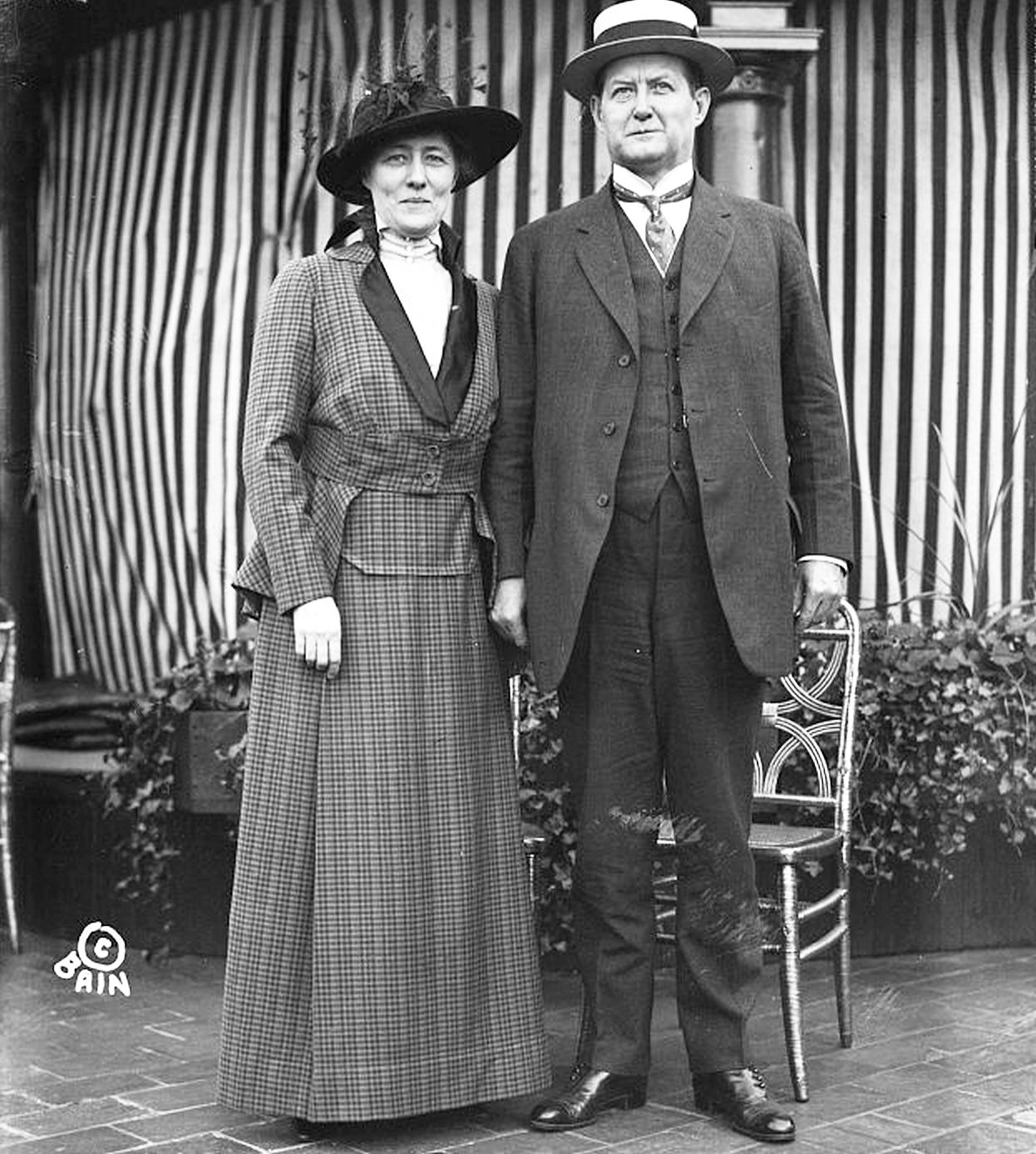
Il governatore Slaton assieme alla moglie.

Il 22 aprile del 1915 una domanda di commutazione della condanna a morte di Frank venne sottoposta a tre membri della commissione penitenziaria; il 9 di giugno fu respinta con un voto di 2 a 1. Il dissidente indicò di aver rifiutato di far giustiziare un uomo basandosi esclusivamente "sulla sola testimonianza di un complice, quando le circostanze del crimine tendono invece a far ricadere la colpa su questo complice".
L'istanza passò quindi al governatore John M. Slaton. Egli era stato eletto nel 1912 e il suo mandato sarebbe terminato quattro giorni dopo l'esecuzione programmata di Frank. Nel 1913, prima dell'omicidio, Slaton acconsentì a fondere il suo studio legale con quello di Luther Rosser, che divenne in seguito l'avvocato di Frank (Slaton rimase però direttamente coinvolto nel processo). Dopo l'avvenuta commutazione il popolare politico georgiano Tom Watson attaccò Slaton, spesso concentrandosi sulla sua collaborazione con Rosser come se fosse un conflitto d'interessi. Slaton aprì le audizioni il 12 giugno. Oltre a ricevere presentazioni da entrambe le parti con nuovi argomenti e prove, Slaton visitò anche la scena del crimine ed esaminò oltre 10.000 pagine di documenti. Questi comprendevano varie lettere, tra cui una scritta dal giudice Roan poco prima di morire la quale chiedeva a Slaton di correggere il suo errore.
Slaton ricevette più di 1.000 minacce di morte. Durante l'udienza, l'ex governatore Joseph Mackey Brown avvertì Slaton: "in tutta franchezza, se la Sua Eccellenza desidera invocare la legge del linciaggio in Georgia e così distruggere la sentenza della giuria, il modo migliore per farlo è quello di far riaprire questo caso e invertendo tutti i precedenti giudizi dei tribunali". La lettera di Roan fu indirizzata al "Consiglio della Grazia" ma venne ricevuta da Rosser. Essa diceva: "raccomando la clemenza esecutiva nel caso di Leo Frank, desidero oggi raccomandare a voi e al governatore di commutare la sentenza di Frank nella prigionia a vita". Roan scrise poco oltre: "dopo molti mesi di continua riflessione, sono ancora incerto della colpa di Frank. Lo stato di incertezza è in gran parte dovuto al carattere della testimonianza del negro Conley, grazie alla quale il verdetto è stato evidentemente raggiunto. L'esecuzione di qualsiasi persona la cui colpa non è stata dimostrata in modo soddisfacente alle autorità costituite è troppo orribile da contemplare". Roan indicò la sua volontà di incontrare il governatore e il "Comitato per la Libertà", ma morì prima di poterlo fare.
Secondo il biografo di Tom Watson, Comer Vann Woodward, "mentre erano in corso le udienze della petizione per commutare la pena, Watson inviò un amico al governatore con la promessa che se Slaton avesse lasciato impiccare Frank, Watson sarebbe stato suo amico, aiutandolo a diventare senatore degli Stati Uniti e il leader della politica georgiana per i venti anni a seguire".
Slaton produsse un rapporto di 29 pagine. Nella prima parte criticò gli "outsider" che non conoscevano le prove, in particolare la stampa del Nord; poi difese la decisione presa dal tribunale, ritenuta sufficiente per un verdetto di colpevolezza. Riassunse i punti della causa statale contro Frank così: "qualsiasi persona ragionevole" avrebbe accettato ciò che espresse sotto giuramento Conley e che "è difficile da riuscire a concepire la capacità di un uomo nel fabbricare minuziosi dettagli, realizzando quello che Conley poi dimostrò, a meno che ciò non sia la verità".
Dopo aver concluso questi primi punti, la descrizione di Slaton cambiò direzione e si chiese con una domanda retorica: "ma Conley ha detto la verità?" Leonard Dinnerstein ha scritto: "Slaton ha basato le sue opinioni principalmente sulle incongruenze che aveva scoperto nella narrazione di Jim Conley". Principalmente due fattori si distinsero chiaramente in tutto il ragionamento di Slaton: il trasporto del corpo fino al seminterrato e le "note dell'omicidio".

#### Analisi delle prove
Durante l'inchiesta iniziale gli agenti investigativi notarono un mucchietto di escrementi umani ben posizionato sotto il condotto dell'ascensore, che Conley affermò di aver lasciato lì prima dell'omicidio; esso sarebbe stato schiacciato se l'ascensore fosse stato utilizzato, il che indicava che l'ascensore non fosse stato usato. I segni di trazione del condotto dell'ascensore suggerivano invece che il corpo fosse stato gettato nella fossa dell'ascensore giù nello scantinato e che l'aggressore avesse poi trascinato il corpo verso una fornace prevedendo di bruciarlo in una data successiva. Solamente l'uso dell'ascensore il lunedì successivo all'assassinio frantumò le feci, dal che il governatore Slaton concluse che ciò fosse un'indicazione sul fatto che l'ascensore non avrebbe potuto essere utilizzato così come descritto da Conley, mettendo in dubbio la sua testimonianza. Lindemann scrive a tal proposito: "così, la complessa testimonianza di Conley, che comprendeva l'utilizzo dell'ascensore assieme a Frank per trasportare il cadavere fino al seminterrato, venne messa in discussione". Oney scrive: "dove in passato gli avvocati di Frank avevano messo Conley in difficoltà davanti alle sue piccole imprecisioni, fu in questo caso conclamata la sua menzogna, per la prima volta davanti a un tribunale ufficiale e preso apparentemente in palese contraddizione, il che mise in dubbio l'intera sua testimonianza"; secondo Dinnerstein "se uno accetta il fatto che il corpo della ragazza non raggiunse il seminterrato attraverso l'ascensore, allora l'intera narrazione di Conley doveva venire per forza di cose semplicemente distrutta, così concluse il governatore". Nel corso dell'audizione per la commutazione della pena Slaton chiese a Dorsey di affrontare questo problema. Dorsey disse che l'ascensore non andò sempre verso il basso e che avrebbe ben potuto anche essersi fermato ovunque; ma l'avvocato di Frank lo confutò citando lo stesso Conley, il quale dichiarò che l'ascensore si fermò solo quando colpì il terreno dello scantinato. Slaton interrogò anche gli altri e condusse i propri test durante la sua visita alla fabbrica, concludendo che ogni volta che l'ascensore faceva il viaggio fino al seminterrato toccava invariabilmente il fondo. Slaton disse: "se l'ascensore non fosse stato usato da Conley e Frank per trasportare il corpo nel seminterrato, allora la spiegazione di Conley non poteva essere accettata". Citando dalla dichiarazione di Slaton: "inoltre, nel pavimento al di sotto dell'ascensore si rinvennero anche, quella domenica mattina, un parasole intatto e un gomitolo di corda appallottolata che non era mai stata utilizzata".
Le "note dell'omicidio" vennero analizzate prima dell'udienza straordinaria. L'esperto di scrittura a mano Albert S. Osborn esaminò le prove precedenti all'udienza di commutazione e commentò, per la prima volta, come le note fossero state scritte in terza persona. Disse che la prima persona sarebbe stata assai più logica in quanto sarebbero state destinate a dover essere le dichiarazioni finali di una morente. Sostenne che questo era invece il tipo di errore che Conley avrebbe fatto, piuttosto che Frank, poiché Conley era uno netturbino e non un manager educato alla Cornell University, come Frank. L'ex avvocato di Conley, William Smith, si era nel frattempo convinto che il suo cliente avesse commesso l'omicidio. Smith produsse un'analisi dettagliata delle note lunga ben 100 pagine appositamente per la difesa. Analizzò i "modelli di discorso e di scrittura" e "l'ortografia, la grammatica, la ripetizione di aggettivi e le forme verbali preferite". Ne concluse che: "in questo lungo articolo mostro chiaramente che Conley non ha detto la verità nei riguardi di quelle note". Slaton confrontò le "note dell'omicidio" con le lettere di Conley indirizzate ad Annie Maude Carter e con la sua testimonianza verbale. In tutta questa documentazione ritrovò un uso simile delle parole "like", "play", "lay", "love" e "hisself"; trovò anche doppi aggettivi come "lungo alto negro" (long tall negro), "uomo alto pesante alto e sottile" (tall, slim build heavy man) e "buon lungo pezzo di corda in mano" (good long wide piece of cord in his hands). Slaton rimase inoltre convinto che le "note dell'omicidio" furono scritte nel seminterrato, non nell'ufficio di Frank. Slaton accettò l'argomentazione della difesa che voleva le note essere state scritte su appositi ordini datati e firmati da un ex dipendente e che questi fossero stati rinvenuti solamente nel seminterrato. Slaton scrisse che il dipendente aveva anche firmato una dichiarazione giurata affermando che quando lasciò l'azienda nel 1912, "ha personalmente confezionato tutti gli ordini duplicati... e li ha mandati nel seminterrato per farli bruciare nella fornace. Queste evidenze non emersero e non furono sviluppate se non dopo il primo processo".
La ricostruzione logica di Slaton toccò anche altri aspetti delle prove e delle testimonianze i quali suggerivano dubbi ragionevoli. Per esempio accettò l'argomento della difesa secondo cui le accuse di Conley di perversione sessuale rivolte contro Frank si basassero sul preconcetto che voleva la circoncisione (praticata dagli ebrei) causa di priapismo.
Egli accettò inoltre anche l'interpretazione della difesa nei riguardi della linea temporale degli eventi, citando le prove già prodotte al processo - tra cui la possibilità che la giovane Stover non avesse visto Frank perché non procedette oltre l'ufficio esterno - scrisse: "perciò Monteen Stover deve essere giunta prima di Mary Phagan e che mentre Monteen si trovava nella stanza sembra difficilmente possibile, secondo l'evidenza dei fatti, che Mary Phagan potesse essere stata assassinata".
Slaton disse anche che la ferita alla testa di Mary dovesse essere stata assai profonda, ma non venne in realtà trovata alcuna traccia di sangue né sul tornio né sul terreno nelle immediate vicinanze né tantomeno sull'ascensore o sulle scale che conducevano al piano di sotto. Affermò inoltre che le narici e la bocca di Mary erano piene di sporcizia e di segatura che poteva provenire soltanto dal seminterrato.
Slaton commentò infine la versione dei fatti di Conley (che egli stesse cioè attendendo l'arrivo di una signora per Frank il giorno dell'omicidio):

#### Verdetto[213]
Lunedì 21 giugno 1915 Slaton emise l'ordinanza di commutazione della pena. La giustificazione legale fu che vi erano nuove prove sufficienti - e non disponibili al processo originale - per giustificare pienamente le azioni di Frank. Scrisse: "nel caso di Frank tre cose si sono sviluppate dopo il processo che non erano uscite fuori davanti alla giuria. Le lettere di Carter, la testimonianza di Becker la quale indicava che le "note dell'omicidio" vennero scritte nel seminterrato e la testimonianza del dottor Harris sul fatto che i capelli rinvenuti sul tornio non erano quelli di Mary; ciò tendeva a dimostrare che il reato non venne compiuto sul pavimento dell'ufficio di Frank. La difesa ha reso tali fatti come una possibilità di ripetizione processuale è ben conscia che è quasi impossibile ottenere un verdetto accantonando questi risultati".

#### Reazioni
La commutazione fu una notizia importante. Il sindaco di Atlanta James G. Woodward osservò che "la maggior parte della popolazione crede Frank colpevole e che la commutazione sia un errore". In risposta Slaton invitò la stampa a casa sua quel pomeriggio, dicendole: "tutto quello che chiedo è che i cittadini della Georgia leggano la mia dichiarazione e considerino con calma le ragioni che ho dato per commutare la sentenza di Leo M. Frank. Secondo le convinzioni assunte sarei un assassino se avessi permesso l'esecuzione. Preferirei arare in un campo che non sentirmi per il resto della mia vita il sangue di quell'uomo sulle mie mani". Dichiarò anche ai giornalisti che era certo che Conley fosse l'effettivo l'assassino. Slaton privatamente confessò che avrebbe rilasciato un perdono, se non per la sua convinzione che Frank avrebbe potuto ancora provare la propria innocenza. Scrive Dinnerstein: "privatamente Slaton confidò agli amici che credeva nell'innocenza di Frank e avrebbe concesso un perdono totale se solo non fosse stato convinto che in breve tempo sarebbe emersa la verità. Il governatore conosceva alcuni fatti sul caso, che non ha rivelato al momento, corroborando la teoria della difesa del modo in cui Conley avesse ucciso Mary Phagan".

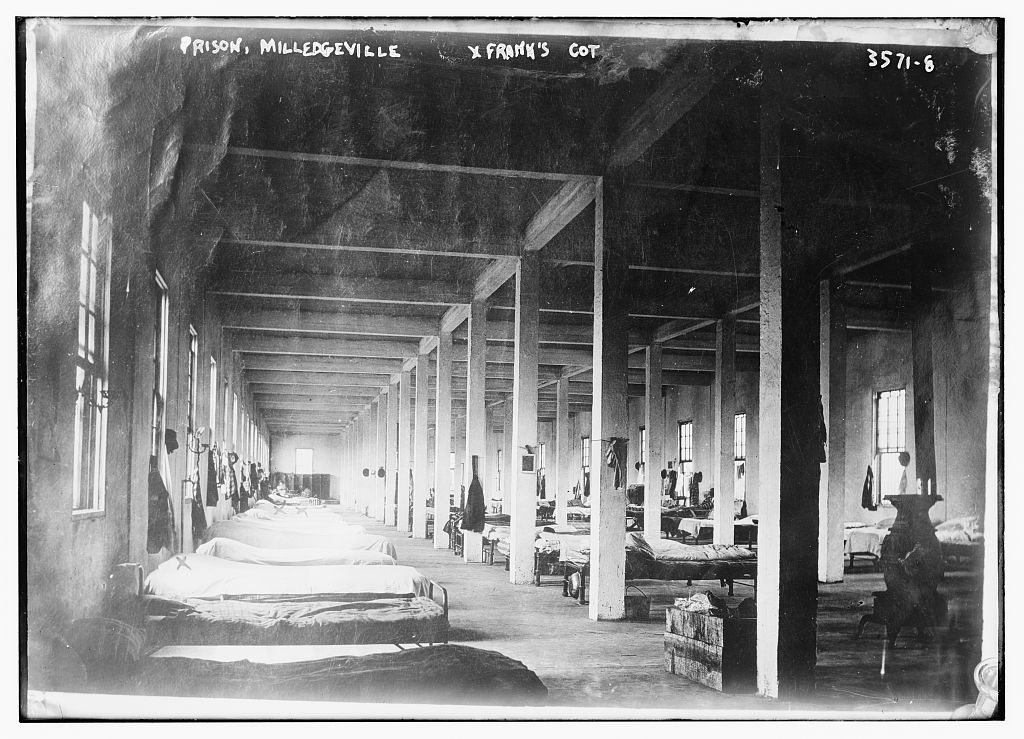
I dormitori dell prigione di Milledgeville, dove rimase detenuto Frank prima del suo sequestro.

Una folla inferocita minacciò di aggredire il governatore direttamente nella propria abitazione. Un distaccamento della guardia nazionale georgiana, insieme ai poliziotti di contea e a un gruppo di amici di Slaton, riuscirono con estrema fatica a disperdere la marmaglia. Slaton era stato un governatore popolare, ma lui e sua moglie decisero di lasciare immediatamente la Georgia. Nel tentativo di proteggerlo, Frank venne condotto al penitenziario statale di Milledgeville durante la notte, prima della comunicazione della commutazione. Il penitenziario era fortemente presidiato e recentemente ben equipaggiato di armamenti oltre che a essere separato da Marietta da più di 240 km di strada perlopiù sterrata. Tuttavia, il 17 di luglio il The New York Times riferì che il carcerato William Creen aveva tentato di uccidere Frank tagliandogli la gola con un coltello da macellaio lungo 18 cm, ferendolo. L'aggressore disse alle autorità competenti che "ha voluto mantenere gli altri detenuti sicuri dalla violenza della plebaglia, che la presenza di Frank era una vergogna per la prigione e lui era sicuro che sarebbe stato perdonato se fosse riuscito ad ucciderlo".

#### Rapimento e linciaggio
La commutazione della pena del 21 giugno 1915 portò Tom Watson a sostenere il linciaggio di Frank; così scrisse nel The Jeffersonian and Watson's Magazine: "Questo paese non ha niente da temere per le sue comunità rurali. La legge del linciaggio è un buon segno, dimostra che un senso di giustizia vive ancora tra il popolo". Un gruppo di uomini di Marietta si organizzarono nei "Cavalieri di Mary Phagan" e progettarono di rapire Frank dalla prigione. La banda criminale era composta da 28 uomini con varie specializzazioni: un elettricista avrebbe dovuto tagliare i cavi della prigione, i meccanici dovevano mantenere le automobili in funzione; c'era poi un fabbro, un tecnico dei telefoni, un medico, un boia e un predicatore laico del metodismo. I partecipanti al linciaggio erano tutti ben noti a livello locale, ma i loro nomi non furono resi pubblici fino al giugno del 2000 quando Stephen Goldfarb, ex professore di storia e poi bibliotecario di Atlanta, ne pubblicò l'elenco sul World Wide Web, basandosi sulle informazioni raccolte dalla nipote omonima della giovane vittima, Mary Phagan Kean (1953).

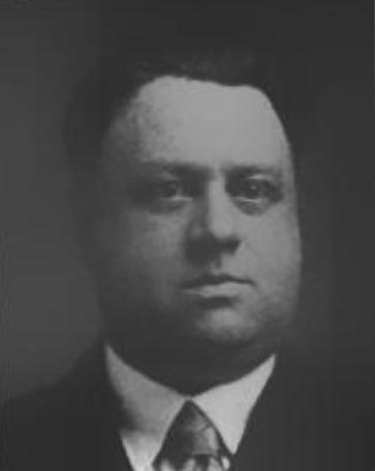
Eugene Herbert Clay, ex sindaco di Marietta e successivamente presidente del Senato statale della Georgia, fu uno degli assassini di Leo Frank.

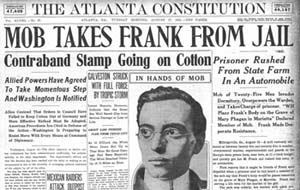
The Atlanta Constitution, l'annuncio del rapimento di Leo Frank.

Il Washington Post ha scritto che l'elenco comprende diversi cittadini di primo piano, tra cui Joseph M. Brown, ex governatore della Georgia, Eugene Herbert Clay, ex sindaco di Marietta e successivamente presidente del Senato della Georgia, E. P. Dobbs, sindaco di Marietta all'epoca dei fatti, Moultrie McKinney Sessions, avvocato e banchiere, in più anche una parte della delegazione di Marietta all'udienza del governatore Slaton per la commutazione della pena. Parteciparono anche diversi sceriffi ed ex sceriffi della Contea di Cobb, il figlio di un senatore, un legislatore statale e un ex giudice della Corte Suprema di Stato e altri. I loro nomi corrispondono a quelli delle attuali vie della cittadina di Marietta; essi sono posti negli edifici pubblici, nei centri commerciali e negli uffici legali. Nel pomeriggio del 16 agosto, otto vetture del gruppo lasciarono Marietta separatamente per dirigersi verso Milledgeville. Giunsero davanti alla prigione alle 22:00 e subito l'elettricista tagliò i cavi telefonici; altri membri del gruppo svuotarono i serbatoi delle automobili dell'istituto di pena, ammanettarono il commissario responsabile, sequestrarono Frank e se ne andarono. Il viaggio di 175 miglia (282 km) durò circa sette ore, attraverso piccole città poste sulle strade secondarie. Nei telefoni pubblici telefonarono alla città successiva non appena vedevano la linea di auto passare. Venne preparato un sito d'approdo a "Frey's Gin, a due chilometri a est di Marietta, completo di una corda e di una tavola fornita dall'ex sceriffo William Frey. Il New York Times riferì che Frank venne ammanettato, le gambe legate alle caviglie e che fu impiccato al ramo di un albero intorno alle 7:00 di mattina, proprio in direzione della casa in cui Mary Phagan aveva vissuto.
L'Atlanta Journal scrisse che una folla di uomini, donne e bambini giunse a piedi, in auto e a cavallo e che i cacciatori di souvenir tagliarono parti delle maniche della camicia di Frank. Secondo il New York Times uno degli spettatori, Robert E. Lee Howell - legato a Clark Howell, redattore di The Atlanta Constitution - avrebbe voluto tagliare a pezzi il corpo e poi bruciarlo; cominciò così a correre, urlando, tra la folla.
Il giudice Newt Augustus Morris cercò di ripristinare l'ordine chiedendo una votazione se il corpo avrebbe dovuto essere restituito ai genitori intatto o meno; solo Howell non fu d'accordo. Quando il corpo fu staccato, Howell cominciò a calpestare il viso e il petto di Frank; Morris mise rapidamente il corpo in un cesto e, assieme e al suo autista John Stephens Wood (futuro politico e magistrato) lo condussero fuori da Marietta. Il New York Time scrisse che, subito dopo il linciaggio, fu Morris a tenere la folla sotto controllo. Anni dopo, fu identificato come uno dei capi effettivi. Ad Atlanta migliaia di persone assediarono la bottega dell'impresario delle pompe funebri, chiedendo di poter vedere il corpo; dopo aver iniziato a gettare mattoni, venne permesso alla calca di vedere il cadavere. Il corpo di Frank venne poi trasportato in treno fino a New York e sepolto nel cimitero di Monte Carmelo a "Glendale, Queens" il 20 agosto del 1915. Il New York Times scrisse che la stragrande maggioranza degli abitanti della Contea di Cobb credeva di aver così ricevuto giustizia e che la masnada dei linciatori era appena riuscita a mantenere la legge dopo che il governatore Slaton l'aveva messa da parte arbitrariamente. Un grand jury fu convocato nel tentativo di imputare gli assassini ma, anche se erano tutti ben noti in loco, nessuno venne identificato. Nathaniel E. Harris, il governatore appena eletto che era succeduto a Slaton, promise di punire la folla, rilasciando una ricompensa di 1.500 dollari per chiunque fornisse delle informazioni ma nonostante ciò Charles Willis Thompson del New York Times dichiarò che i cittadini di Marietta "moriranno piuttosto che rivelare la loro conoscenza o addirittura il loro sospetto [delle identità dei linciatori]" e il Macon Telegraph, un giornale locale, dichiarò: "senza dubbio possono essere arrestati, ma vi sono forti dubbi che lo saranno mai".
Furono scattate diverse fotografie del linciaggio le quali cominciarono a essere vendute come cartoline postali nei negozi locali per 25 centesimi ciascuna; furono anche venduti pezzi della corda, della camicia da notte di Frank e rami dall'albero. Secondo Elaine Marie Alphin, autrice di An Unspeakable Crime: The Prosecution and Persecution of Leo Frank, gli oggetti si stavano vendendo così velocemente che la polizia dovette annunciare che i venditori avrebbero avuto bisogno di una licenza. Nelle cartoline i membri della folla dei linciatori o dei curiosi possono essere visti chiaramente e uno di loro è in possesso anche di una macchina fotografica portatile. La storica Amy Louise Wood scrive che i giornali locali non pubblicarono le foto poiché sarebbe stato troppo controverso dato che i criminali si distinguevano con chiarezza e che il linciaggio venne condannato in tutti gli Stati Uniti d'America. Il he State, giornale di Columbia, che condannò l'esecuzione sommaria, scrisse: "i linciatori eroici di Marietta sono troppo modesti per dare le loro fotografie ai giornali". Wood scrive inoltre che venne prodotto un notiziario filmato del linciaggio che includeva anche le fotografie, anche se si concentrò sulla folla senza mostrare il corpo di Frank; la sua esposizione venne impedita dalla legge sulla censura, anche se Wood dice che non vi è alcuna prova che sia stato fermato anche ad Atlanta.
Wood scrive che Kenneth Rogers, il capo della fotografia sia per The Atlanta Constitution che per The Atlanta Journal-Constitution tra il 1924 e il 1972 riuscì ad avere accesso ad almeno una delle fotografie, lasciandola nei propri documenti attualmente presso il "Centro Storico di Atlanta". Si presume che l'abbia presa dagli archivi dei giornali, anche se questi non la pubblicarono mai; accompagnarono invece i loro articoli con le immagini del boschi dove avvenne l'impiccagione e delle folle che più tardi videro il corpo di Frank nel negozio di pompe funebri.
Leo M. Frank venne sepolto nel cimitero ebraico newyorkese accanto ai propri familiari.

## Accuse di antisemitismo e loro copertura mediatica
Il sensazionalismo appiccato e fatto crescere via via dalla stampa, che iniziò ancor prima dell'apertura del processo, continuò durante tutte le fasi dell'istruttoria, per tutto il corso dell'appello e fino alla decisione di commutazione della pena e oltre. The Atlanta Journal offrì una ricompensa di 500 dollari per chiunque disponesse di informazioni sul caso e pubblicò diverse edizioni straordinarie nel corso del processo. Parlando dell'impatto avuto dalla ricompensa in denaro, Oney ha scritto: "in effetti, il premio serviva a sostituire l'intera città e lunedì sul tardi, gli agenti che stavano lavorando al caso avrebbero speso più tempo prezioso per seguire dubbiosi suggerimenti e nel tentativo di sviluppare legami e collegamenti del tutto improbabili".
All'epoca i giornali locali rappresentavano la fonte predominante delle informazioni, ma non erano completamente anti-Frank. The Atlanta Constitution fu il solo schierato apertamente a favore della sua colpevolezza, mentre The Atlanta Journal e The Atlanta Georgian avrebbero poi commentato l'isteria pubblica dell'intera cittadinanza durante il processo, suggerendo entrambi la necessità di riesaminare le prove contro l'imputato.
Il 14 marzo del 1914, mentre la mozione straordinaria era ancora pendente e in corso di udienza, The Atlanta Journal richiese formalmente un nuovo procedimento penale, affermando che l'esecuzione di Frank, basata solo sull'atmosfera creatasi sia all'interno che all'esterno della corte, avrebbe costituito "un omicidio giudiziario". Altri giornali statali e molti religiosi fecero in seguito dichiarazioni pubbliche a sostegno di un nuovo processo. L.O. Bricker, il pastore della chiesa frequentata dalla famiglia Phagan, ebbe a dichiarare che basandosi su "la terribile tensione del sentimento pubblico, è stato impossibile che una giuria gli abbia concesso un processo equo, senza paura e del tutto imparziale".
Lo stesso Bricker scrisse nel 1943: "i miei sentimenti, alla notizia dell'arresto del vecchio 'negro di notte', erano che l'antico negro fosse un'espiazione scadente per la vita di questa ragazza innocente, ma quando il giorno successivo la polizia ha arrestato un ebreo, e per di più un ebreo Yankee ecco, in quel preciso momento, tutti i pregiudizi innati contro gli ebrei si alzarono insieme con una sensazione di piena soddisfazione; che egli cioè sarebbe stato una vittima meritevole di pagare per l'efferato delitto".
Il 12 ottobre del 1913 il The Sun divenne il primo grande quotidiano degli Stati Uniti d'America nord-orientali a dar conto con un resoconto dettagliato del processo Frank. Nel discutere le accuse di antisemitismo venute fuori nel processo descrisse Atlanta come più liberale - sul tema - di qualsiasi altra città degli Stati Uniti meridionali. Continuò affermando che le accuse di antisemitismo sorsero durante il processo come reazioni a dichiarazioni attribuite ai sostenitori ebraici di Frank, che liquidarono Mary come "nient'altro che una ragazza di fabbrica".
Sempre secondo il giornale, "la sentenza antisemita era il risultato naturale della convinzione che gli ebrei si fossero coalizzati per liberare Frank, innocente o colpevole che fosse. La supposta solidarietà degli ebrei nei confronti di Frank, anche se fosse risultato essere colpevole, produsse come suo ovvio effetto di rimbalzo il costituirsi di una coalizione di Gentili schierata ciecamente contro di lui".

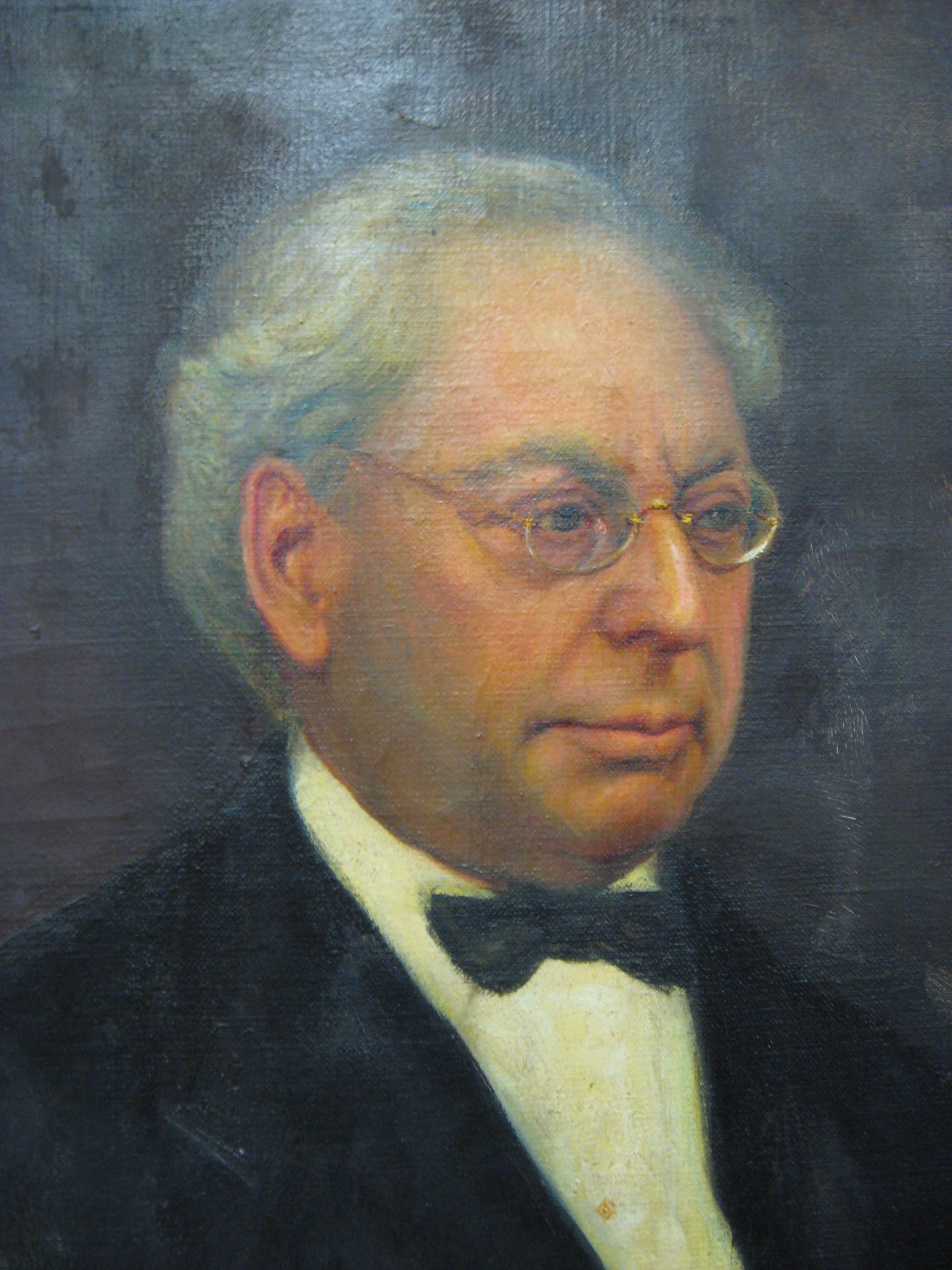
Louis Marshall.

L'8 novembre del 1913 il comitato esecutivo dell'"American Jewish Committee" (AJC), un gruppo di pressione guidato da Louis Marshall, cominciò a rivolgere la propria attenzione attorno al caso Frank. Lo fece seguendo la mozione di rivalutazione del procedimento rivolta al giudice Roan e motivata dalle questioni sollevate e lasciate in sospeso da The Sun. Scelsero di non assumere una posizione pubblica schierata come commissione, ma decisero invece di raccogliere fondi individualmente per influenzare l'opinione pubblica a favore di Frank.
Albert Lasker, un potente magnate pubblicitario, rispose a queste sollecitazioni per aiutare Frank. Lasker contribuì con fondi personali e organizzò uno sforzo di pubbliche relazioni a sostegno di Frank. Ad Atlanta, durante il periodo della presentazione mozione straordinaria, coordinò gli incontri di Frank con la stampa e coniò lo slogan "la verità è in marcia" per caratterizzare gli sforzi della squadra di difesa di Frank. Persuase inoltre figure pubbliche importanti come Thomas Alva Edison, Henry Ford e Jane Addams a fare dichiarazioni a sostegno di Frank.
Durante l'audizione per la commutazione della pena il vicepresidente degli Stati Uniti d'America Thomas R. Marshall fece sentire la propria influenza, così come molti redattori di riviste e giornalisti, tra cui Herbert Croly, direttore del The New Republic; C.P.J. Mooney, direttore del Chicago Tribune; Mark Sullivan, direttore di Collier; R. E. Stafford, direttore di Daily Oklahoman e D. D. Moore, direttore del The Times-Picayunedi New Orleans.
Adolph Ochs, allora condirettore del The New York Times, si fece coinvolgere nello stesso periodo di Lasker, organizzando una prolungata campagna per la riapertura del caso. Oney scrive: "il 19 dicembre del 1914 ha trovato il New York Times nel bel mezzo di un 'fuoriprogramma' in piena regola, una scelta che non aveva mai intrapreso prima. Solo per tre giorni durante l'intero mese di dicembre il quotidiano non pubblicò un articolo in prima pagina sul caso concernente Frank. Le sue storie, specialmente se vi fosse stato un nuovo sviluppo imprevisto, si sforzavano di essere il più equilibrate possibile, ma per la gran parte il foglio di Ochs era più interessato a diffondere la propaganda che a praticare il giornalismo".
Entrambi, sia Ochs che Lasker, tentarono di seguire gli avvertimenti di Marshall sulla creazione di un antagonismo causato dal "sentimento del popolo meridionale a cui sembrava che si stesse producendo ad arte la sensazione che il nord si mettesse a criticare i tribunali e finanche l'intero popolo della Georgia". Dinnerstein scrive che tutti questi tentativi fallirono, "in quanto molti georgiani hanno interpretato ogni elemento favorevole a Frank come un dichiarato atto ostile rivolto contro di loro".

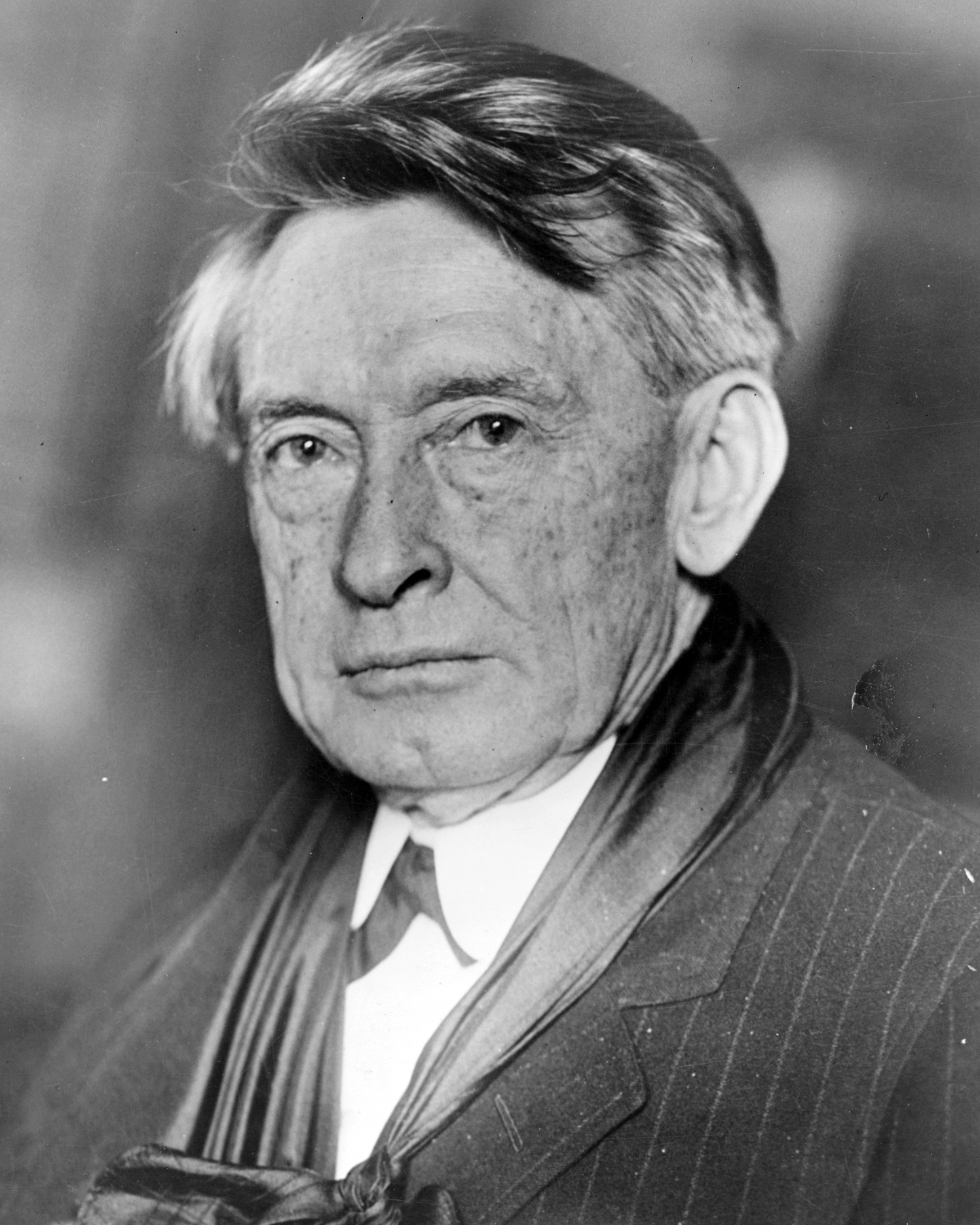
Thomas E. Watson, editore del Watson's Magazine e direttore del The Jeffersonian e futuro senatore, incitò l'opinione pubblica contro Frank.

Thomas E. Watson, direttore del The Jeffersonian, era rimasto pubblicamente in silenzio durante tutto il processo di Frank. Tra i nemici politici di Watson vi era anche il senatore M. Hoke Smith, ex proprietario del The Atlanta Journal, che ancora era considerato il suo principale strumento politico. Quando il giornale chiese una rivalutazione delle prove contro Frank, Watson, nell'edizione datata 19 marzo 1914 della sua rivista, attaccò Smith per aver cercato di "portare i tribunali al discredito, trascinare i giudici allo stesso livello dei criminali e distruggere la fiducia del popolo nei confronti dell'ordinamento giudiziario".
Watson non mancò di chiedersi anche se Frank non si aspettasse "favori straordinari e una speciale immunità a causa della sua razza" e interrogò la proverbiale sapienza ebraica sul fatto se volesse veramente "rischiare il buon nome di tutta la propria razza" nel tentativo di salvare "la discendenza decadente di un grande popolo".
Gli articoli successivi si concentrarono ancora più approfonditamente sul caso di Frank e si fecero sempre più appassionati nei loro attacchi. C. Vann Woodward scrive che Watson "ha premuto tutti i pulsanti decisivi: il sentimento cavalleresco sudista, ha sezionato il malanimo, il pregiudizio razziale, la coscienza di classe, il risentimento agrario e finanche l'orgoglio di Stato".
Tra i commenti di Watson vi fu anche questo: "qui abbiamo l'ebreo tipico del giovane libertino che è temuto e detestato dalle autorità cittadine del Nord per la stessa ragione per cui gli ebrei di questo tipo hanno un disprezzo totale nei confronti della legge e un appetito corrotto per il frutto proibito; una viva lussuria impregnata dalla novità razziale costituita dalla ragazza non circoncisa".
Quando descrivono la reazione pubblica al caso Frank gli storici menzionano la tensione classista ed etnica in gioco riconoscendo la complessità dell'evento e la difficoltà di valutarne l'importanza dalla prospettiva ebraica, da quella di classe ed infine anche da quella del contesto settentrionale aggiuntosi successivamente.
Lo storico John Higham scrive che "il risentimento economico, il progressivismo frustrato e la coscienza razziale si combinano per produrre un classico caso di legge fai da te che conduce direttamente al linciaggio... L'odio nei confronti della ricchezza organizzata che si stava avvicinando in Georgia è diventato un odio verso la prosperità ebraica". Higham pone inoltre gli incidenti in Atlanta nel contesto di una tendenza nazionale più ampia. Il fallimento dei progressisti nel risolvere i problemi nazionali e internazionali ha portato alla nascita di nativi "affetti da isteria e violenza che erano stati rari o inesistenti fino ai primi anni del 1890".
Lo storico Nancy MacLean scrive che alcuni suoi colleghi hanno sostenuto che si trattava di un affare Dreyfus statunitense, dicendo che "potrebbe essere spiegato solo alla luce delle tensioni sociali scatenate dalla crescita dell'industria e delle città nel Sud d'inizio secolo. Queste circostanze hanno reso un datore di lavoro ebraico un capro espiatorio più adatto per i bianchi sconcertati dal fatto piuttosto che fare la fatica di concentrarsi sull'altro sospettato principale, un lavoratore negro".
Albert Lindemann ha affermato che Frank per tutto il corso del procedimento si è trovato "in una posizione di tensione e con un forte simbolismo latente a pesare sulle sue spalle". Affermando che è impossibile determinare in che misura l'antisemitismo ha colpito la sua immagine, ha concluso che "[Frank è stato visto] come un rappresentante spregiudicato del capitalismo Yankee in una città del Sud, con sfilze di donne meridionali ai suoi piedi, spesso le stesse figlie e mogli di agricoltori andati in rovina per colpa sua; un ebreo ricco e meticoloso, per di più settentrionale, che dominava sulle donne lavoratrici vulnerabili e impoverite".

Lindemann inoltre scrive che: "anche molti ebrei di Atlanta per un lungo periodo di tempo rimasero dubbiosi sull'importanza dell'ebraismo di Frank nell'arresto e nella convinzione sorta quasi immediatamente della sua colpevolezza. Non potevano ignorare le tensioni divenute molto più elevate tra ebrei e non ebrei nella città come l'ovvio risultato del processo. Un risultato soprattutto rappresentato dalla convinzione diffusa, dopo la condanna di Frank, che gli ebrei tentavano, con ogni mezzo ed utilizzando ogni sotterfugio immaginabile, di liberare un assassino condannato alla pena di morte".

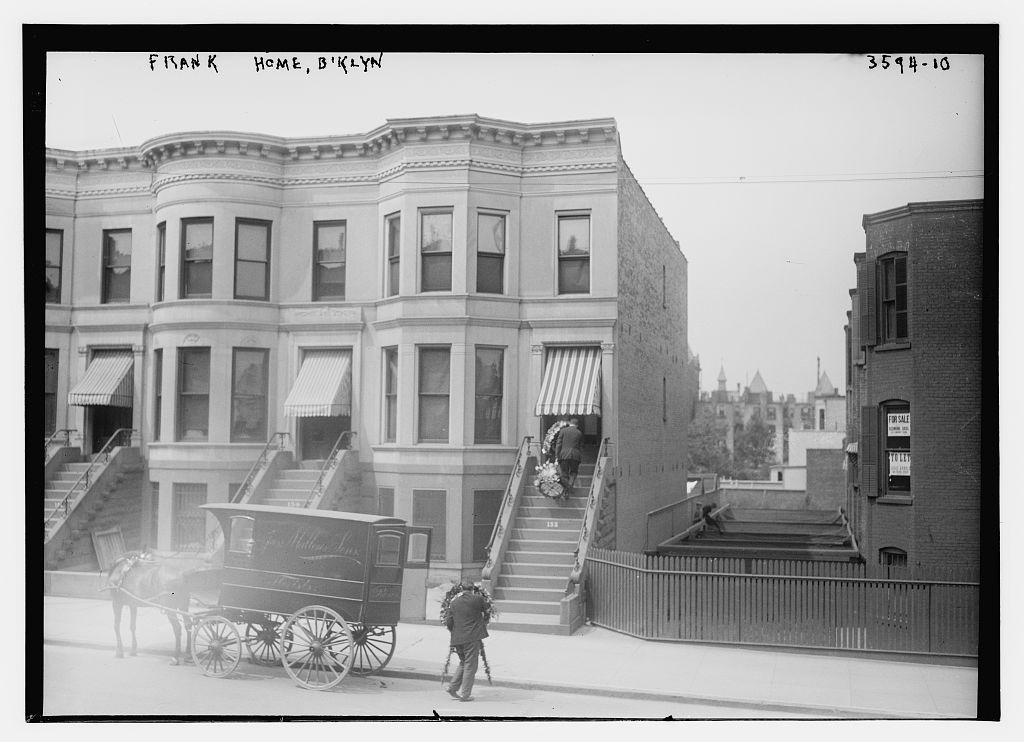
L'abitazione della famiglia Frank a Brooklyn, 20 agosto del 1915. Il necroforo sta portando all'interno una corona di fiori listata a lutto.

## Dopo il processo
Il caso di Leo Frank venne menzionato da Adolf Kraus quando annunciò la creazione della "Anti-Defamation League" nell'ottobre del 1913. Subito dopo il linciaggio circa la metà dei 3.000 ebrei presenti in Georgia lasciò lo Stato.
Secondo l'autore Steve Oney "ciò che è stato fatto agli ebrei del Sud non può essere scontato... li ha portati in uno stato di negazione del loro giudaismo, diventando ancora più assimilati, anti-israeliani, e seguaci della Chiesa episcopale degli Stati Uniti d'America. La sinagoga eliminò la Chuppah (un baldacchino sotto il quale la coppia deve passare durante la cerimonia di nozze) ai matrimoni - assieme a tutto ciò che potesse attirare l'attenzione". Molti ebrei americani videro Frank come un Alfred Dreyfus statunitense, entrambi considerati vittime della persecuzione antisemita.
Due settimane dopo il linciaggio, nel numero del 2 settembre 1915 del Jeffersonian, Watson scrisse: "la voce del popolo è la voce di Dio", capitalizzando così al massimo sulla copertura sensazionalistica del controverso processo. Nel 1914, quando Watson cominciò ad aizzare la folla con il suo messaggio anti-Frank, la stampa del Jeffersonian ammontava a 25 000 copie; ma entro il 2 settembre del 1915 la sua diffusione raggiunse le 87 000 copie.

Il 25 novembre del 1915 un gruppo guidato da William Joseph Simmons bruciò in piena notte un'enorme croce latina sulla vetta di Stone Mountain, inaugurando così la rinascita del Ku Klux Klan. Egli, un progandista itinerante del metodismo, fu un feticista delle "organizzazioni fraterne"; decise di creare una propria organizzazione che predicava: "donne, matrimoni e figli". Il giorno del ringraziamento, in compagnia di una quindicina di amici, costruì un altare su cui pose la bandiera degli Stati Uniti d'America, una Bibbia e una spada sfoderata, incendiò una croce fatta di legno grezzo e mormorò qualche frase a riguardo della "fraterntà maschile", dichiarandosi imperatore magico dell'impero invisibile dei cavalieri del Ku Klux Klan.
Il consenso dei ricercatori sul tema è che Frank sia stato erroneamente condannato: "il consenso storico moderno, come esemplificato nel libro di Dinnerstein, è che ... Leo Frank era un uomo innocente condannato in un processo sleale", un vero e proprio "aborto di giustizia". Jeffrey Melnick ha scritto: "vi è oramai una quasi totale unanimità intorno all'idea che Frank fosse certamente innocente del delitto ascrittogli".
Altri storici e giornalisti hanno scritto che il processo fu assolutamente pregiudiziale. Woodward ha scritto: "al di fuori dello Stato la convinzione generale era quella che voleva Frank essere vittima di un'ingiustizia grossolana, se non completamente innocente. Il suo caso venne presentato eloquentemente e molto semplicisticamente; le circostanze del processo furono una brillante esibizione di un aborto spontaneo della giustizia e migliaia di persone si arruolarono attorno alla sua causa".
Eakin ha scritto: "ignorando tutte le altre prove, specialmente quelle associate a un custode nero chiamato Jim Conley, e concentrandosi esclusivamente su Frank, i procuratori hanno portato Leo Frank a processo in quello che può essere definito solo una plateale derisione e un disprezzo nei confronti della giustizia"
Watson scrive: "riguardo al suo tema principale, Lindemann fornisce un racconto succinto e molto scientifico dei tre casi che confronta, Dreyfus, Beilis (in cui un ebreo è stato giudicato a Kiev nel 1913) e Frank (in cui un ebreo fu condannato per stupro e omicidio ad Atlanta nel 1915). Non si può dubitare, naturalmente, che tutti e tre erano innocenti".
Egli venne pertanto ingiustamente ed erroneamente condannato per un omicidio in verità mai commesso. Scholnick scrive che: "quel caso, in cui un imprenditore ebreo di Atlanta fu falsamente condannato di aver uccideso una tredicenne che lavorava per lui, poi linciato da una folla assassina nel 1915, puzzò fin da subito fortemente di antisemitismo e fu devastante per l'ebraismo meridionale".
"Le prove messe in campo contro Frank furono perlomeno alquanto vacillanti". C. Vann Woodward, come molti altri autori, credeva che Conley fosse l'effettivo assassino e che "fosse accusato da prove che sarebbero risultate ben più incriminanti di quelle prodotte contro Frank".
Dan Carter, in una revisione del lavoro di Oney, pone il suo lavoro nel contesto di opere precedenti: "sul tema centrale è d'accordo con i ricercatori precedenti. Leo Frank non ha ucciso Mary Phagan e le prove anzi suggeriscono fortemente che sia stato Jim Conley a farlo". Altre citazioni comprendono: "le migliori prove disponibili ora indicano che il vero assassino di Mary Phagan era Jim Conley, forse perché lei, incontrandolo dopo aver lasciato l'ufficio di Frank, si rifiutò di consegnargli la busta paga e lui, in un accesso causato dall'ubriachezza, l'ha uccisa".
Anche secondo Dershowitz "sembra comunque certo che l'effettivo assassino era James Conley". Per Arneson "Conley fu probabilmente l'unico assassino". Per Henig "molte persone, sia durante il processo sia tardi, erano dell'opinione che Conley non solo mentiva ma che probabilmente lui stesso era l'assassino". Per Moseley "la prova molto più concreta nei confronti di Conley fu spinta da parte mentre il pubblico ha gridato per il sangue del «pervertito ebreo»".
I critici citano tutta una serie di problemi che andavano contro il verdetto di colpevolezza. La copertura giornalistica locale, anche prima che Frank fosse ufficialmente incriminato, venne ritenuta inesatta e pregiudizievole: le prime testimonianze raccolte dai giornali includevano un'accusa rivolta da parte di una signora, Nina Formby, a Frank. Egli avrebbe desiderato la sua assistenza nel sorvegliare una giovane ragazza nella notte dell'omicidio. Un detective privato affermò di aver visto incontrare Frank con una giovane ragazza in una zona boscosa nel 1912. I primi referti di sangue e campioni di capelli rinvenuti nell'ufficio accanto a quello di Frank si rivelarono essere altamente contraddittorie.
Alcuni hanno sostenuto che il procuratore Hugh M. Dorsey venne messo sotto pressione per una rapida risoluzione in direzione della colpevolezza di Frank a causa di una serie di recenti omicidi non risolti e che prese pertanto una decisione prematura nell'indiziare Frank; una scelta che la sua personale ambizione non gli avrebbe mai più permesso di riconsiderare.
Lindemann scrive: "si suppone che Dorsey soppresse le prove a favore di Frank, intimidì e corruppe i testimoni... ha addestrato Conley alla falsa testimonianza... può aver mancato della forza morale necessaria per ammettere di essersi sbagliato, perché vennero scoperte prove altamente contraddittorie e temette che se si fosse invertita l'accusa ciò avrebbe per sempre rovinato la sua carriera e sarebbe stato accusato di essersi venduto agli ebrei".
Dinnerstein scrive: "Dorsey recentemente aveva per ben due volte rivolto un'accusa di omicidio e in entrambi i casi aveva fallito. Un quotidiano locale affermò che un altro insuccesso sarebbe costato al signor Dorsey la sua intera carriera di avvocato". Tra i giornalisti il consenso fu che l'accusa di Phagan non rappresentasse nient'altro che un'ultima possibilità per lui.
La successiva analisi delle prove, in primo luogo quella condotta dal governatore Slaton e dall'ex avvocato di Conley William Smith, sembrò effettivamente scagionare Frank mentre nel contempo implicava sempre di più Conley. Le prove fisiche suggerivano che l'omicidio si fosse verificato direttamente nel seminterrato piuttosto che sopra (come sostenuto da Conley). L'analisi grafologica condotta da Smith sulle "note dell'omicidio" lo convinse che Conley le compose in modo indipendente e che vennero lasciate sul corpo di Mary come se le avesse scritte lei. Oney scrive: "Slaton ha offerto una ragione legale per commutare la sentenza di Frank alla prigionia a vita affermando che, contrariamente a quanto dichiarato da coloro che si opposero all'azione, ci fossero state nuove prove sufficienti che furono presentate al ricorso".
Nel 1982 Alonzo Mann, che era stato fattorino di Frank all'epoca dell'omicidio Phagan, dichiarò a The Tennessean che aveva visto solo Jim Conley - poco dopo mezzogiorno - mentre trasportava il corpo oramai senza vita di Mary attraverso l'atrio in direzione della scala che scendeva verso il seminterrato.
Sebbene la testimonianza di Mann non fosse sufficiente per risolvere il problema fu la base di un tentativo condotto da Charles Wittenstein, consigliere meridionale dell'Anti-Defamation League e da Dale Schwartz, avvocato di Atlanta, per far ottenere un perdono postumo per Frank dal "Georgia State Board of Pardons and Paroles". Il consiglio ha inoltre esaminato i file raccolti sulla decisione di commutazione della sentenza di Slaton.
Gli ha negato il perdono nel 1983, ostacolato nella sua indagine dalla carenza di disponibilità di documenti d'archivio registrati. Ha concluso che "dopo una revisione esauriente e molte ore di riflessione, è impossibile stabilire definitivamente la colpa o l'innocenza di Leo M. Frank, affinché il consiglio possa concedere un perdono, l'innocenza del soggetto deve essere dimostrata in modo definitivo". All'epoca l'editoriale principale del The Atlanta Constitution cominciò nella maniera seguente: «Leo Frank è stato linciato per la seconda volta».
I sostenitori di Frank hanno presentato una seconda domanda di perdono, chiedendo allo Stato solo di riconoscere la propria colpevolezza per la sua morte. Il consiglio ha concesso il perdono nel 1986. Ha dichiarato: "senza cercare di affrontare la questione della colpa o dell'innocenza e riconoscendo l'inadempienza dello Stato nel proteggere la persona di Leo M. Frank e di conservare così la sua possibilità per un ulteriore appello legale della sua mozione e per il riconoscimento del fallimento di assicurare gli assassini alla giustizia e come uno sforzo per guarire le vecchie ferite il "Georgia State Board of Pardons and Paroles", in conformità con la sua autorità costituzionale e statutaria, concede a Leo M. Frank il perdono".
In risposta al perdono un editoriale di Fred Grimm, nel Miami Herald, ha così affermato: "un balsamo ristoratore per uno dei ricordi più odiosi e marci del Sud viene finalmente applicato".

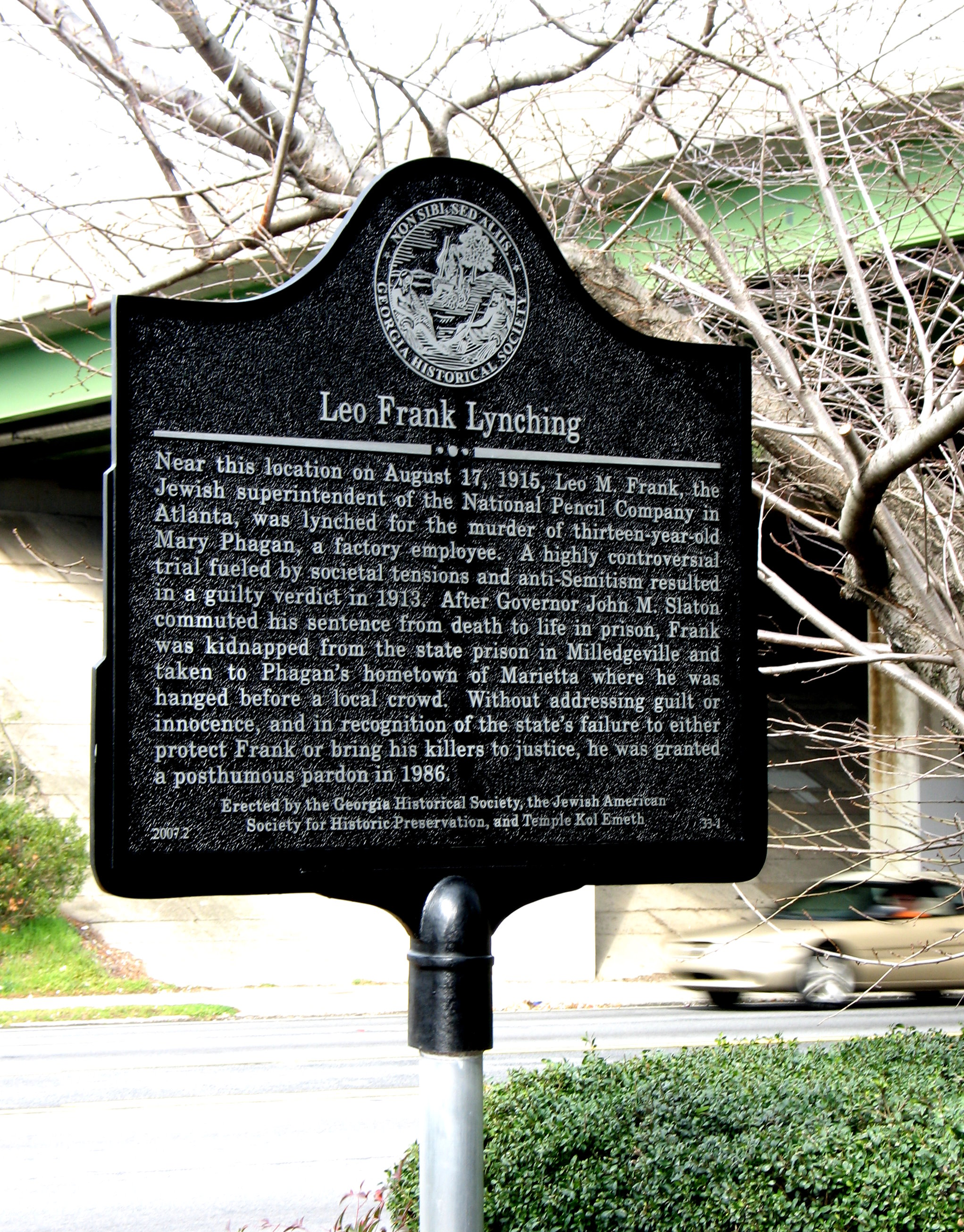
Il cartello commemorativo posizionato nel luogo preciso ove avvenne il linciaggio.

Nel 2008 la "Georgia Historical Society" (GHS), la "Jewish American Society for Historic Preservation" e il "Tempio Kol Emeth", presso l'edificio al 1200 di Roswell Road, Marietta, là dove venne linciato Leo Frank, hanno fatto erigere un cartello di "memoria storica".
I siti web che sostengono che Frank fosse colpevole hanno iniziato a nascere intorno al centenario dell'omicidio di Phagan, nel 2013. L'Anti-Defamation League ha rilasciato un comunicato stampa che condanna ciò che ha chiamato "siti ingannevoli" creati da "antisemiti dichiarati... per promuovere i temi propagandistici dell'antisemitismo".
Nel 2015 la "Georgia Historical Society", l'"Atlanta History Center" e la "Jewish American Society for Historic Preservation" hanno dedicato un cartello all'allora governatore John M. Slaton nel pieno centro di Atlanta.

## Nella cultura di massa
Già durante il primo processo il musicista e lavoratore in un mulino a vento di Atlanta Fiddlin' John Carson scrisse ed eseguì una Murder Ballad intitolata Little Mary Phagan. Durante gli scioperi operai del 1914, Carson cantò Little Mary Phagan a folle riunite nelle gradinate del palazzo di giustizia della Contea di Fulton. Sua figlia Moonshine Kate, chitarrista folk, più tardi registrò la canzone; invece un'altra canzone di Carson non registrata, Dear Old Oak in Georgia, fece dotare di sentimenti l'albero in cui venne impiccato Leo Frank.
Il caso Frank è stato oggetto di diversi adattamenti multimediali. Nel 1921 il regista afroamericano Oscar Micheaux diresse un film muto intitolato The Gunsaulus Mystery, seguito dal race movie Murder in Harlem nel 1935. Nel 1937 Mervyn LeRoy diresse Vendetta, film che si basa sul romanzo del giornalista Ward Greene Death in the deep South: a novel about murder, che a sua volta è ispirato al caso di Frank.
Un episodio della serie televisiva del 1964 Profiles in Courage ha drammatizzato la decisione del governatore John M. Slaton di commutare la sentenza di Frank. L'episodio ha avuto come interprete Walter Matthau nella parte del governatore Slaton e Michael Constantine in quella di Tom Watson. La miniserie televisiva del 1988 intitolata The Murder of Mary Phagan è stata trasmessa dalla NBC, con Jack Lemmon nella parte del governatore Slaton e Peter Gallagher in quella di Leo Frank (vi ha una parte anche Kevin Spacey).
Parade di Broadway è del 1998 e si basa esplicitamente sul caso; esso ha vinto due Tony Award. Nel 2009 Ben Loeterman ha diretto il documentario The People v. Leo Frank.
Wikipedia in inglese è stata variamente accusata da esponenti del conservatorismo e del fondamentalismo cristiano statunitense di essere prevenuta nei confronti di Leo Frank - a suo favore - e inoltre di essere oramai del tutto "occupata" dagli ebrei.